# Cabala
A Cabala ou Cabalá (em hebraico: קַבָּלָה; romaniz.: Kabbalah ou  Qabbālâ;</ref> literalmente: "recebimento") é um método esotérico, uma disciplina e uma escola de pensamento do misticismo judaico. Os cabalistas tradicionais do judaísmo são chamados Mekubalim (em hebraico: מְקוּבָלים) ou Maskilim (משכילים; "iniciados").
As definições do que é a cabala variam conforme a tradição considerada, que vão desde as suas origens no judaísmo medieval até adaptações mais recentes ao esoterismo ocidental (como, por exemplo, a cabala cristã e a cabala hermética). A cabala judaica é um conjunto de ensinamentos esotéricos que pretende explicar a relação entre o Deus eterno e imutável – o misterioso Ein Sof (sem limites) – e o universo finito e mortal (criado por Deus). A cabala pode ser vista como o fundamento das interpretações místicas no âmbito do judaísmo.
Os cabalistas judaicos originalmente desenvolveram a sua própria forma de transmissão dos textos sagrados no âmbito da tradição judaica e usam frequentemente as escrituras judaicas para explicar e demonstrar seus ensinamentos místicos. Os cabalistas sustentam que esses ensinamentos desvelam o sentido mais profundo da Bíblia Judaica e da literatura rabínica tradicional.
Os praticantes da cabala tradicional acreditam que suas origens remotas antecedem o próprio surgimento das religiões e estabeleceram as bases para a formação da filosofia, das religiões, ciências, artes e sistemas políticos. Historicamente, a cabala surgiu por volta do fim do século XII e início do século XIII, na Espanha e no sul da França, a partir de formas anteriores do misticismo judaico, e passou por uma reinterpretação durante o renascença mística judaica no século XVI, na Palestina otomana. 
O Zohar, texto fundamental da cabala, foi composto no final do século XIII. Isaac Luria (séc. XVI) é considerado o fundador da cabala contemporânea. A cabala luriânica se popularizou sob a forma de judaísmo hassídico a partir do século XVIII. No século XX, o interesse acadêmico por textos cabalísticos, conduzido principalmente pelo historiador Gershom Scholem, inspirou o desenvolvimento de pesquisas históricas sobre a cabala no campo dos estudos judaicos. 

## Tradição
De acordo com o Zohar, um texto fundamental para o pensamento cabalístico, o Estudo da Torá pode prosseguir ao longo de quatro níveis de interpretação (exegese). Estes quatro níveis são chamados de pardes, termo derivado de suas letras iniciais (PRDS em hebraico:  פַּרדֵס, pomar):
- Peshat (em hebraico:  פשט lit. simples): as interpretações diretas do significado;
- Remez (em hebraico:  רֶמֶז lit. sugestão): os significados alegóricos através de alusões);
- Darash (em hebraico:  דְרָשׁ lit. inquira ou busque): significados midráxicos (rabínico) muitas vezes com comparações imaginativas com palavras ou versos semelhantes;
- Sod (em hebraico:  סוֹד lit. segredo ou mistério): os significados internos, esotéricos (metafísicos) expressos na cabala.

A cabala é considerada pelos seus seguidores como uma parte necessária do estudo da Torá – o estudo da Torá (a literatura do Tanak e Rabínica) sendo um dever inerente aos judeus observantes.
O estudo acadêmico-histórico moderno do misticismo judaico reserva o termo cabala para designar as doutrinas particulares e distintas que surgiram textualmente plenamente expressas na Idade Média, distintas dos conceitos e métodos místicos anteriores de Merkavá. De acordo com esta categorização descritiva, ambas as versões da teoria Cabalística, a medieval-Zoharica e a Cabala Luriânica do início moderno compreendem a tradição teosófica da cabala, enquanto a cabala extática-meditativa incorpora uma tradição medieval inter-relacionada paralela. Uma terceira tradição, relacionada, mas mais evitada, envolve os objetivos mágicos da Cabala Prática. Moshe Idel, por exemplo, escreve que esses três modelos básicos podem ser discernidos operando e competindo ao longo de toda a história do misticismo judaico, além do contexto cabalístico da Idade Média. Eles podem ser facilmente distinguidos por sua intenção básica em relação a Deus:
- A tradição teosófica da Cabala Teórica (o foco principal do Zohar e da Lúria) procura entender e descrever o reino divino. Como uma alternativa à filosofia judaica racionalista, particularmente ao aristotelismo de Maimonides, essa especulação se tornou o componente central da cabala.
- A tradição extática da Cabala Meditativa (exemplificada por Abulafia e Isaac do Acre) se esforça para alcançar uma união mística com Deus. A Cabala Profética de Abraham Abulafia foi o exemplo supremo disso, embora marginal no desenvolvimento cabalístico, e sua alternativa ao programa da cabala teosófica.
- A tradição mágico-teúrgica da cabala Prática (em manuscritos frequentemente inéditos) procura alterar tanto os reinos Divinos quanto o Mundo. Embora algumas interpretações da oração vejam seu papel de manipular as forças celestes, a Cabala Prática envolveu propriamente atos de magia branca e foi censurada pelos cabalistas apenas por aqueles completamente puros de intenção. Consequentemente, formou uma tradição secundária separada, afastada da cabala. A cabala prática foi proibida pelo Arizal até que o Templo de Jerusalém seja reconstruído e o estado requerido de pureza ritual seja atingível.[11]:31

De acordo com a crença tradicional, o conhecimento cabalístico inicial foi transmitido oralmente pelos Patriarcas, Profetas, e Sábios (hakamim em hebraico), eventualmente para ser entrelaçado aos escritos religiosos e cultural judaico. De acordo com essa visão, a cabala primitiva era, por volta do século X a.C., um conhecimento aberto praticado por mais de um milhão de pessoas na primitiva congregação Israel.  Conquistas estrangeiras levaram a liderança espiritual judaica da época (o Sanhedrin) a esconder o conhecimento e torná-lo secreto, temendo que ele pudesse ser mal utilizado se caísse em mãos erradas.
É difícil esclarecer com precisão os conceitos exatos dentro da cabala. Existem várias escolas diferentes de pensamento com perspectivas muito diferentes; no entanto, todos são aceitos como corretos. As modernas autoridades haláquicas tentaram restringir o escopo e a diversidade dentro da cabala, restringindo o estudo a certos textos, notadamente o Zohar e os ensinamentos de Isaac Luria, transmitidos através de Hayyim ben Joseph Vital. No entanto, mesmo essa qualificação faz pouco para limitar o escopo de compreensão e expressão, como incluído nesses trabalhos estão comentários sobre escritos Abulafianos, Sefer Yetzirá, escritos Albotonianos, e o Berit Menuhah, que é conhecido pelos eleitos cabalísticos e que, como descrito mais recentemente por Gershom Scholem, combinou êxtase com o misticismo teosófico. Portanto, é importante ter em mente quando se discute coisas como a sefirot e suas interações que se trata de conceitos altamente abstratos que, na melhor das hipóteses, só podem ser entendidos intuitivamente.

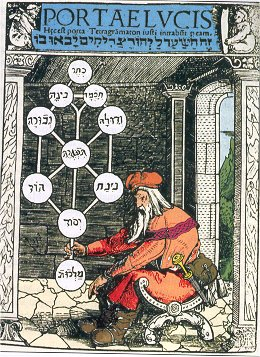
Shaarei Ora Traduzido do Latim por Joseph Gikatilla, comumente usada para representar o Cabalista e a Árvore da Vida

### Cabala judaica e não judaica
Desde a Renascença os textos da cabala judaica entraram na cultura não-judaica, onde foram estudados e traduzidos por hebraístas cristãos e ocultistas herméticos. As tradições sincréticas da cabala cristã e da cabala hermética desenvolveram-se independentemente da cabala judaica, lendo os textos judaicos como sabedoria antiga universal. Ambos adaptaram os conceitos judaicos livremente de sua compreensão judaica, para se fundirem com outras teologias, tradições religiosas e associações mágicas. Com o declínio da cabala Cristã na Era da Razão, a cabala hermética continuou como uma tradição subterrânea central no Esoterismo ocidental. Através dessas associações não-judaicas com magia, alquimia e adivinhação, a cabala adquiriu algumas conotações ocultas populares que são proibidas no judaísmo, onde a cabala judaica prática era uma tradição menor e permitida restrita a algumas elites. Hoje, muitas publicações sobre a cabala pertencem à Nova Era não judaica e às tradições ocultas da cabala, em vez de dar uma imagem precisa da cabala judaica. Em vez disso, as publicações acadêmicas e tradicionais agora traduzem e estudam a cabala judaica para um grande número de leitores.

## Cabala judaica
Calaba deriva da palavra hebraico קבל (QaBaL ou KaBaL; "receber"). קבלה (Qabbalah ou Kabbalah;) é o substantivo "recebido". O termo específico para a doutrina esotérica ou mística concernente a Deus e ao universo, afirmou-se ter sido revelada como uma eleição para eleger santos de um passado remoto, e preservada apenas por alguns poucos privilegiados.

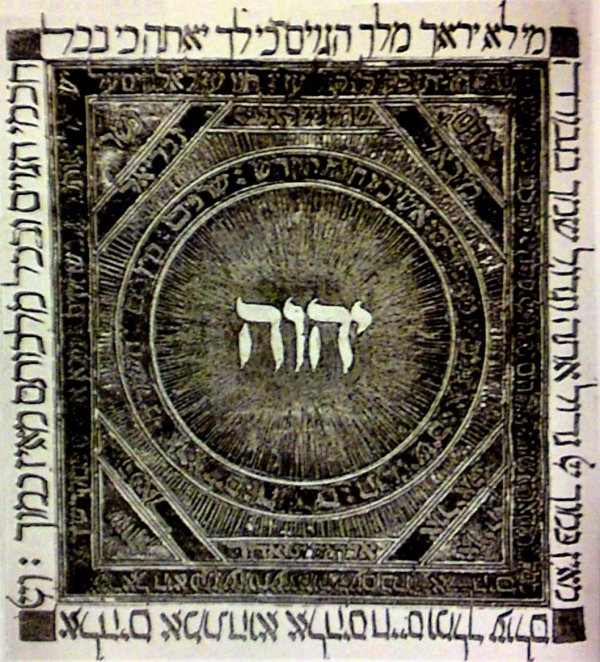
Tetragrama sefardita

Inicialmente consistindo apenas de conhecimentos empíricos, assumiu, sob a influência da filosofia neoplatônica e neopitagórica, um caráter especulativo.
No período gueônico, ela é conectada com sendo um livro de texto semelhante a Mixná, o Sefer Yeẓirá, e forma o objeto do estudo sistemático dos eleitos, chamado meḳubbalim ou ba'ale ha-ḳabbalah (possuidores de , ou adeptos da Recepção). Estes recebem depois o nome de maskilim (o sábio), depois de Daniel; e porque a Recepção é chamada a sabedoria oculta (ḥokmá nistará), eles também recebem o nome de adeptos da graça. A partir do século XIII, a Recepção se ramificou em uma extensa literatura, ao lado e em oposição ao Talmude. Foi escrita em um dialeto aramaico peculiar, e foi agrupada como comentários sobre a Torá, em torno do Zohar como seu livro sagrado, que de repente fez sua aparição.
A Recepção é dividida em um sistema teosófico ou teórico, Ḳabbalah 'Iyyunit e uma cabala teúrgica ou prática. Em vista do fato de que o nome Recepção não ocorre na literatura antes do século XI, e por causa da pseudepigráfica personagem do Zohar e de quase todos os escritos cabalísticos, a maioria dos estudiosos modernos, entre os quais Zunz, Gratz, Luzzatto, Jost, Steinschneider e Munk, trataram a Recepção com um certo preconceito e de um racionalismo do que do ponto de vista psicológico-histórico; aplicando o nome de Recepção apenas aos sistemas especulativos que surgiram desde o século XIII, sob títulos pretensiosos e com pretensões fictícias, mas não ao conhecimento místico dos tempos gueônicos e talmúdicos. Tal distinção e parcialidade, no entanto, impedem uma compreensão mais profunda da natureza e progresso da Recepção, que, numa observação mais próxima, mostra uma linha contínua de desenvolvimento a partir das mesmas raízes e elementos.

## O termoCabala
A cabala era compreendida tradicionalmente como sendo todo o folclore tradicional, contrastando com a Lei Escrita, portanto, incluía os livros proféticos e hagiográficos do Tanaque, que partindo do pressuposto (verossímil) ter sido recebido do Ruah ÁQodex (Espírito Santo) e não como escrito pelas mãos de Deus.
Cada doutrina recebida foi reivindicada como sendo tradição dos Patriarcas - masoret me-Abotenu - que remonta aos Profetas ou a Moisés no Sinai.  Então a Massorá, a cerca da Torá, é como Taylor afirma, uma correlação com a cabala. A principal característica da cabala é a de que, ao contrário das Escrituras, ela foi confiada apenas aos seus poucos eleitos; portanto, de acordo com IV Esdras, Moisés, no monte Sinai, ao receber tanto a Lei como o conhecimento de coisas maravilhosas, foi dito pelo Senhor: "Estas palavras tu declararás, e estas esconderás".
Assim, tornando-se regra estabelecida para a transmissão do conhecimento cabalístico na antiga Mixná; não expor o Capítulo da Criação. Antes de mais de um ouvinte nem a da Carruagem Celestial; para qualquer um, mas, um homem de sabedoria e compreensão profunda; isto é, a cosmogonia e a teosofia eram consideradas estudos esotéricos. Tal foi o Masoret ha-Ḥokmá (a tradição da sabedoria, entregue por Moisés a Josué; e igualmente a dupla filosofia dos essênios, a contemplação do ser de Deus e a origem do universo, especificado por Fílon de Alexandria. Além destes, havia a escatologia - isto é, os segredos do lugar e do tempo da retribuição e da redenção futura; as câmaras secretas do gigante e leviatã, o segredo do calendário - isto é, o modo de calcular os anos com vista ao reino messiânico, finalmente, o conhecimento e uso do Nome Inefável, também a ser transmitido apenas aos santos e discretos, e dos anjos. Todos estes formaram a soma e substância dos Mistérios da Torá, Sitre ou Raze Torá, as coisas ditas apenas em um sussurro.

## Procedência da cabala

### Antiguidade
O texto medieval Ben Sira (autor anônimo) advertiu contra ela no ditado: em hebraico:  אין לך עסק בנסתרות (Não terá negócio com o oculto). O fato é que a literatura apocalíptica surgiu nos séculos II e I a.C.. Continha os primeiros elementos da cabala e, de acordo com Josefo, tais escritos estavam na posse dos Essênios, e foram zelosamente guardados por eles contra a revelação, visto que eles afirmavam ser uma antiguidade respeitável. Os essênios foram identificados por Jellinek, por Plessner, por Hilgenfeld, por Eichhorn, por Gaster, por Kohler e por outros como os criadores da cabala.

#### Significado de oculto na cabala
Que muitos desses livros contendo conhecimento secreto foram mantidos escondidos pelos sábios é claramente declarado em IV Esdras, onde no Pseudo-Ezra é dito para publicar abertamente os vinte e quatro livros do cânon que os dignos e os indignos podem ler, mas para manter os setenta outros livros escondidos a fim de entregá-los apenas a pessoas sábias; pois neles está a fonte do entendimento, a fonte da sabedoria e a corrente do conhecimento. Um estudo dos poucos livros apócrifos ainda existentes revela o fato, ignorado pela maioria dos escritores modernos sobre a cabala, de que a tradição mística ocasionalmente  aludida na literatura talmúdica ou midráshica não é muito mais do que uma apresentação sistematizada desses escritos mais antigos, o que dá uma ampla evidência da tradição cabalística contínua; na medida em que a literatura mística do período gueônico é apenas uma reprodução fragmentária dos antigos escritos apocalípticos, e os santos e sábios do período tannáico herdaram o lugar ocupado primeiramente pelos últimos protoplastos, patriarcas e escribas bíblicos.

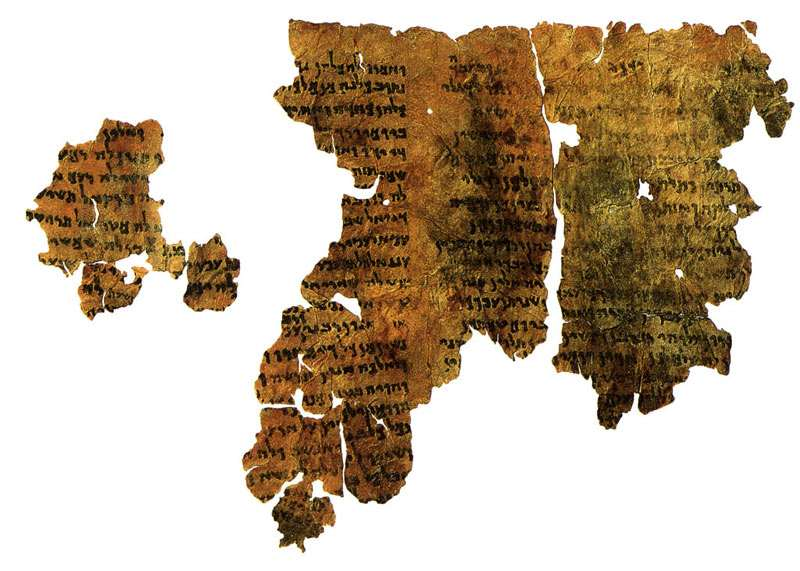
Fragmento do Livro de Enoque 4T201 dos anos

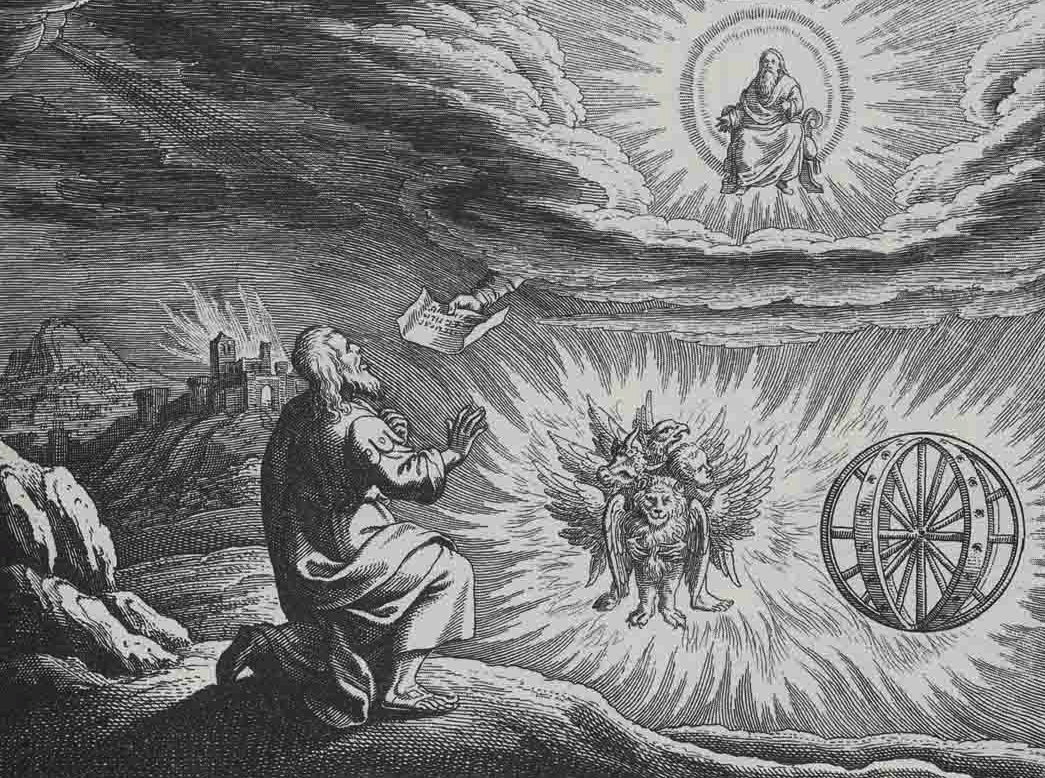
Visão de Ezekiel - Merkavá

#### Elementos cabalísticos encontrados nos apócrifos
Assim, também, o antigo livro de Enoch, partes das quais foram preservadas na literatura mística gueonica, por sua angelologia, demonologia e cosmologia, dão uma ideia mais completa sobre o Merkavá e Bereshit do que astradições dos antigos Heikalot, que apresentam apenas fragmentos, enquanto a figura central da cabala, Meṭaṭron-Enoch, em um processo de transformação. A cosmogonia do Enoque eslavo, um produto do século I a.C.. Mostrando um estágio avançado em comparação com o livro mais antigo de Enoque, lança um inundação de luz sobre a cosmogonia rabínica por sua descrição realista do processo de criação. Aqui estão os elementos primordiais, as pedras de fogo, das quais o Trono da Glória é feito, e das quais os anjos emanam; o mar vítreo (מייא מייא ), abaixo do qual os sete céus, formados de fogo e água (שמים = מאש ומים ), são estendidos, e a fundação do mundo sobre o abismo (אבן שתיה ); a preexistência das almas humanas, e a formação do homem pela Sabedoria Criativa a partir de sete substâncias; as dez classes de anjos, dez céus em vez de sete, e um avançado sistema de calendário quiliástico. Seu caráter cabalístico é mostrado por referências aos escritos de Adão (אָדָם), Sete (שֵׁת), Cainã (קֵינָן), Málalel (מַהֲלַלְאֵל‬) e Yarede (ירד).

## Uma cabala ininterrupta
Mais instrutivo ainda para o estudo do desenvolvimento do conhecimento cabalístico é o Livro dos Jubileus escrito sob o rei João Hircano, que também se refere aos escritos de Yarede, Cainã e Noé, e apresenta Abraão como o renovador, e Levi como guardião permanente desses escritos antigos. Porque oferece, tão cedo quanto mil anos antes da suposta data do Sefer Yeẓirá, uma cosmogonia baseada nas vinte e duas letras do alfabeto hebraico, e conectada com a cronologia judaica e messianologia, enquanto ao mesmo tempo insistindo sobre o heptad como o número sagrado e não sobre o sistema decadic adotado pelos últimos agadistas e o Sefer Yeẓirá.
A ideia pitagórica dos poderes criativos de números e letras, sobre os quais o Sefer Yeẓirá é fundado, e que era conhecido nos tempos tannáicos - compare o ditado de rabbi: Bezalel sabia combinar as letras pelas quais o céu e a terra foram criado, e o ditado de rabbi Judah b. Ilai citado, com ditos semelhantes do rabbi, aqui está provado ser uma antiga concepção cabalística. De fato, a crença no poder mágico das letras do Tetragrama e outros nomes da Deidade, parece ter se originado na Caldéia. Qualquer que seja, então, a cabala teúrgica, que, sob o nome de Sefer (ou Hilkot Yeẓirah, induziu rabinos babilônicos do século IV a criarem um bezerro por magia, por um falso racionalismo ignoram ou falham em explicar um fato simples, embora estranho!). Uma antiga tradição parece ter acoplado o nome deste teurgo Sefer Yetẓirah com o nome de Abraão como um credenciado detentor da sabedoria esotérica e poderes teúrgicos. Como afirma Jellinek, o próprio fato de que Abraão, e não um herói talmúdico como rabbi Aquiba, é introduzido no Sefer Yeẓirah, no final, como possuidor da Sabedoria do Alfabeto, indica uma antiga tradição, se não a antiguidade do próprio livro. As maravilhas da Sabedoria Criativa também podem ser traçadas a partir do Sefer Yeẓirah, de volta a Ben Sira, lc; Enoque, xlii. 1, xlviii. 1, lxxxii. 2, xcii. 1; Enoque eslavo, xxx. 8 xxxiii. 3; IV Esdras xiv. 46; Soṭah xv. 3; e o Merkavá viaja para Test. Abraão, x; Test. Jó, xi.; e o Apocalipse de Baruch, e até mesmo II Mac. vii. 22, 28, revelam tradições e terminologias cabalísticas.

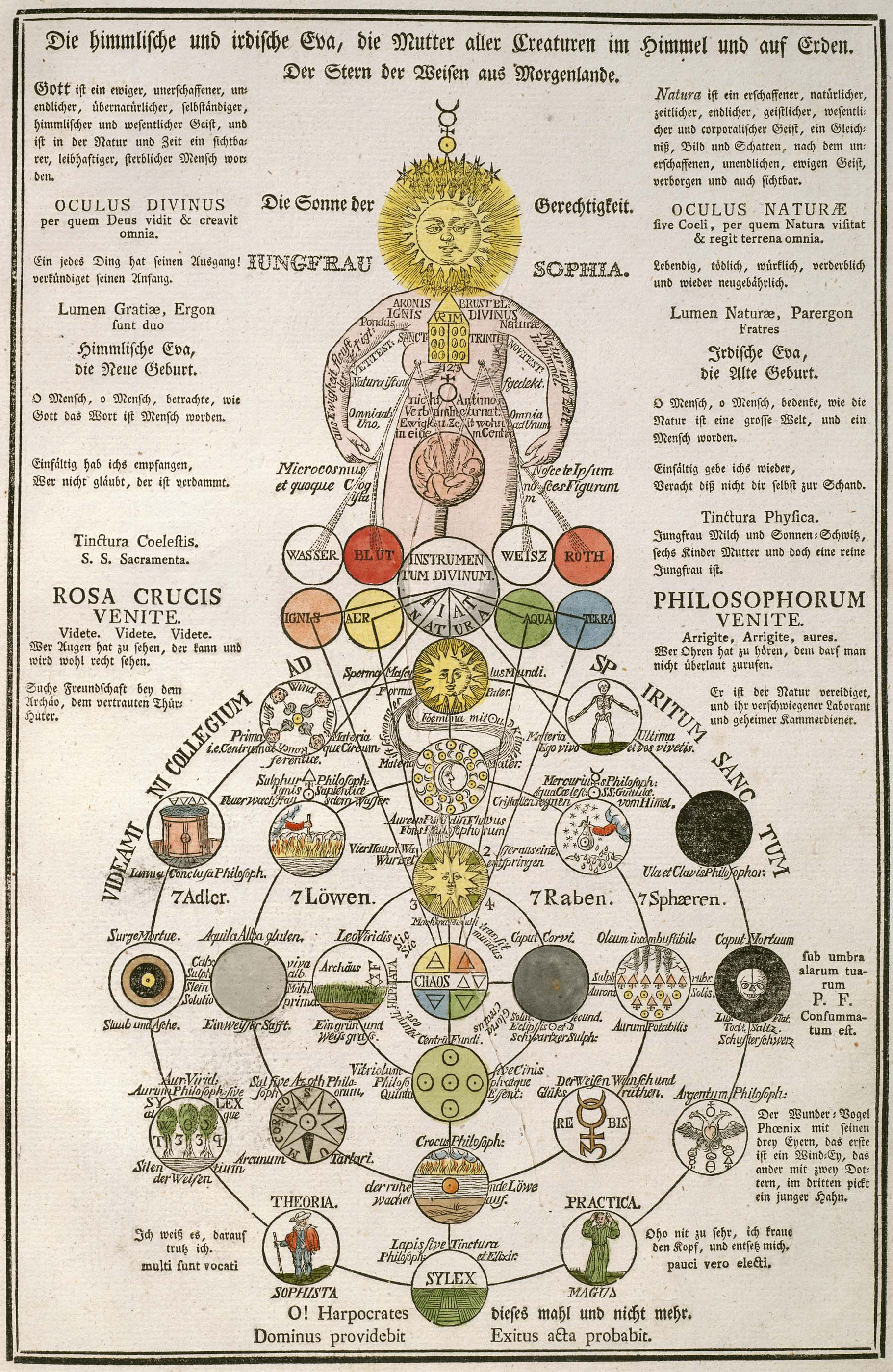
Sofia mística

## Gnosticismo e cabala
O gnosticismo atesta a antiguidade da cabala. De origem caldéia, como sugerido por Kessler; definitivamente mostrado por Anz, o gnosticismo era judeu em caráter muito antes de se tornar cristão. O gnosticismo - isto é, a cabalística Ḥokmá (sabedoria), traduzido em Madda; parece ter sido a primeira tentativa por parte dos sábios judeus de dar o conhecimento místico empírico, com a ajuda de ideias platônicas e pitagóricas ou estóica, uma reviravolta especulativa; daí o perigo de heresia de que Aquiba e Ben Zoma se esforçaram para se libertar, e dos quais os sistemas de Philo, um adepto da cabala, mostra muitas armadilhas. Era a antiga cabala que, enquanto alegorizava o Cântico dos Cânticos, falava de Adão Kadmon, ou o Homem-Deus, da Noiva de Deus, portanto, o mistério da união de poderes em Deus, antes que Philo, Paulo, os gnósticos cristãos e a cabala medieval o fizessem.
A cabala especulativa de antigamente falou; de o germe de veneno da serpente transmitida de Adão a todas as gerações (זוהמה של) antes Paulo e rabbi Yohanan se referirem a ela. E enquanto a classificação gnóstica das almas em pneumáticas, psíquicas e hílicas pode ser rastreada até Platão, Paulo não foi o primeiro (ou apenas um) a adotá-lo em seu sistema.

## Dualidade cabalística
Todo o sistema dualista do bem e do poder do mal, que remonta ao zoroastrismo e, finalmente, à velha Caldeia, pode ser traçado através do gnosticismo; tendo influenciado a cosmologia da antiga cabala antes de chegar à cosmologia medieval. Assim é a concepção subjacente à árvore cabalística, do lado direito sendo a fonte de luz e pureza, e a esquerda a fonte de escuridão e impureza, encontrada entre os gnósticos. O fato também de que as Ḳelipót (as incrustações de impureza), tão proeminentes na cabala medieval, são encontrados nos antigos encantamentos babilônicos, é evidência em favor da antiguidade da maior parte do material cabalístico.
É lógico que os segredos da cabala teúrgica não são levemente divulgados; e ainda o Testamento de Salomão trouxe recentemente à luz todo o sistema de conjuração de anjos e demônios, pelos quais os maus espíritos foram exorcizados; até mesmo o sinal mágico ou selo do rei Salomão, conhecido pelo judeu medieval como o Magen Dawid, foi ressuscitado.
Na mesma classe se encontra o Sefer Refu'ot (O Livro de Cura), contendo as prescrições contra todas as doenças infligidas por demônios, que Noé escreveu de acordo com as instruções dadas pelo anjo Rafael e entregou a seu filho Shem.  Foi identificado com o Sefer Refu'ot na posse do rei Salomão e posteriormente escondido pelo rei Ezequias, enquanto o segredo da arte negra, ou de cura por poderes demoníacos, foi transmitido para as tribos pagãs, para os filhos de Keṭurah (Sanhedrin 91a) ou os amorreus.
Tão marcante é a semelhança entre o Shi'ur Ḳomah e a descrição antropomórfica da Deidade pelos gnósticos, as letras do alfabeto espalhadas pelo corpo em Atbash, ou Ordem Alfa e Omega, formando os membros do Macrocosmos, que um ilumina o outro, como Gaster mostro. Mas também as vestes de luz, a natureza masculina e feminina, a dupla face, o olho, cabelo, braço, cabeça e coroa do Rei da Glória, tirada do Cântico dos Salomão, I Cr. xxix. 11; Sl. lxviii. 18, outros textos familiares, mesmo o infinito (Ein-Sof = 'Agr; πέραντος), seus paralelos em antigos escritos gnósticos. Por outro lado, tanto a cruz mística, o enigmático primal Ḳav laḳav, ou Ḳavḳkav, retirado de Isaías, recebem luz estranha da antiga cosmogonia cabalística, que, baseada em Jó, falou de a linha de medição—o Ḳav,—retirado transversalmente,—consequentemente, também aplicou o termo Ḳav le-ḳav, tirado de Isaías, à força motriz primordial da criação. Isso foi para expressar o poder divino que mediu a matéria enquanto a colocava em movimento; enquanto a ideia de Deus estabelecendo para o mundo criado sua fronteira foi encontrada expressa no nome (o Todo Poderoso), que diz ao mundo Isso basta.
Com os escassos materiais à disposição do estudante do gnosticismo, parece prematuro e perigoso presentemente afirmar com certeza a íntima relação existente entre ele e a antiga cabala, como matéria, em sua História do gnosticismo, 1828, e Gfroerer, em seu trabalho volumoso e meticuloso, Gesch. des Urchristenthums, 1838, i. e ii. Não obstante, pode-se afirmar sem hesitação que as investigações de Grätz, de Joël,  e de outros autores sobre o assunto devem ser retomadas em uma nova base. Também é certo que as semelhanças, apontadas por Siegfried, entre as doutrinas de Philo e as do Zohar e da cabala em geral, são devidas à relação intrínseca, e não à mera cópia.
Via de regra, tudo o que é empírico e não especulativo, e que o atinge como grosseiramente antropomórfico e mitológico na cabala ou na Ággadá, como as descrições da Deidade contidas na Sifra de Zeni'uta e Iddra Zuṭṭa, do Zohar, e passagens similares em Sefer Aẓilut e Raziel, pertencem a um período pré-racionalista, quando nenhum Simeon ben Yoḥai viveu para amaldiçoar o professor que representava os filhos de Deus como tendo órgãos sexuais e cometendo fornicação. Tal assunto pode com um alto grau de probabilidade ser reivindicado como cabala (tradição antiga).
E quanto à cabala especulativa, não foi a Pérsia com o sufismo do século X, mas Alexandria do século I ou antes, com sua estranha mistura de cultura egípcia, caldaica, judia e grega, que forneceu o solo e as sementes para isso. Filosofia mística que soube misturar a sabedoria e a loucura das eras e emprestar a toda crença supersticiosa ou praticar um profundo significado. Surgiu a literatura mágica que mostrava o nome do Deus dos judeu e dos Patriarcas colocados ao lado de divindades pagãs e demônios, e os livros de Hermes, que, reivindicando um posto de igualdade com os escritos bíblicos, atraiu também os pensadores judeus.
Mas acima de tudo, foi o neoplatonismo que produziu aquele estado de entusiasmo e fascínio que fez as pessoas voarem no ar pelo vagão da alma alcançar todos os tipos de milagres por meio de alucinações e visões. Deu origem a essas canções gnósticas, que inundou também a Síria e a Palestina. Todo o princípio da emanação, com sua ideia do mal inerente à matéria como a escória que se encontra ali, e toda cabala teúrgica está em todos os seus detalhes ali desenvolvida; até mesmo o espírito-rap e mesas-girantes feitas no século XVII pelo alemão cabalista por meio de shemot (encantamentos mágicos para a literatura), pois a literatura têm lá seus protótipos.

## História e sistema
Esse produto notável da atividade intelectual judaica não pode ser estimado de maneira satisfatória como um todo, a menos que o lado religioso-ético da cabala seja mais fortemente enfatizado do que tem sido o caso até agora.

Constantemente recai sobre as Escrituras por sua origem e autenticidade, por suas tendências especulativa-panteístas e antropomórfica-proféticas. Enquanto o misticismo em geral é a expressão do sentimento religioso mais intenso, onde a razão permanece adormecida, o misticismo judaico é essencialmente uma tentativa de harmonizar a razão universal com as Escrituras; ea interpretação alegórica dos escritos bíblicos pelos alexandrinos, bem como pelos palestinos, pode ser justamente considerado como o seu ponto de partida.
Essas interpretações tiveram sua origem na convicção de que as verdades da filosofia grega já estavam contidas nas Escrituras, embora fossem dadas apenas aos poucos escolhidos para erguer o véu e discerni-las sob a letra da Bíblia.

### Doutrinas místicas em tempos talmúdicos
Nos tempos talmúdicos, os termos Ma'aseh Bereshit (História da Criação) e Ma'aseh Merkavah (História do Trono Divino = Carruagem; Ḥag. ii. 1; Tosef., ib.) indicam claramente a natureza midraxica destas especulações; elas são realmente baseadas no Gn. i. e Ez. i. 4-28; enquanto os nomes Sitre Torah (Ḥag. 13a) e Raze Torah (Ab. vi. 1) indicam seu caráter como conhecimento secreto.
Em contraste com a declaração explícita das Escrituras de que Deus criou não apenas o mundo, mas também o assunto de que foi feito, a opinião é expressa em tempos muito antigos que Deus criou o mundo a partir da matéria que Ele encontrou pronto - uma opinião provavelmente devido à influência da cosmogonia platônica-estoica. Eminentes professores palestinos sustentam a doutrina da preexistência da matéria, apesar do protesto de Gamaliel II.

#### Os seis elementos
Um Midrash do quarto século; afirma que três dos elementos—nomeadamente; água, ar e fogo—existia antes da criação do mundo; que a água produziu a escuridão, o fogo produziu luz e o ar produziu sabedoria (ar = sabedoria), e todo o mundo foi feito pela combinação desses seis elementos. A condensação gradual de uma substância primordial na matéria visível, uma doutrina fundamental da cabala, já está em Yer. Ḥag. ii. 77a, onde é dito que a primeira água que existiu foi condensada em neve; e disto a terra foi feita. Esta é a antiga concepção semítica do oceano primitivo, conhecida pelos babilônios como Apsu. A enumeração de rabbínica dos dez objetos criados no primeiro dia—nomeadamente: céu, terra, tohu, bohu, luz, escuridão, vento, água, dia e noite (Ḥag. 12a; o Livro dos Jubileus ii. 2 tem sete.—K.)—mostra a concepção de substâncias primitivas mantidas pelos rabinos do terceiro século. Foi uma tentativa de judaizar a concepção não-judaica de substâncias primais, representando-as também como tendo sido criadas. Compare o ensinamento: Deus criou mundos depois de mundos, e os destruiu, até que Ele finalmente fez um dos quais Ele poderia dizer: Este me agrada, mas os outros não me agradaram.
Assim, também, a doutrina da origem da luz tornou-se uma questão de especulação mística, como instaurada por um ággadista do terceiro século, que comunicou ao seu amigo em um sussurro a doutrina de que Deus Se envolveu em uma veste de luz, com a qual Ele ilumina a terra de um extremo ao outro. Intimamente relacionado com esta visão é a afirmação feita por rabbi Meïr, que o Deus infinito se limitou ou se contraiu  para se revelar. Este é o germe da doutrina da cabala do ẓimẓum, tanto na ideia quanto na terminologia.

#### Deus na teosofia do Talmude
Refletindo sobre a natureza de Deus e do universo, os místicos do período talmúdico afirmaram, em contraste com o transcendentalismo bíblico, que Deus é a morada do universo; mas o universo não é a morada de Deus.
Possivelmente, a designação lugar para Deus, tão frequentemente encontrada na literatura Talmúdica Midráxica, é devido a esta concepção, assim como Philo, ao comentar sobre o Gen. xxviii. 11 (compare Gn. R. lc) diz: Deus é chamado ha maḳom (lugar) porque Ele encerra o universo, mas não é encerrado por nada. Espinosa pode ter tido essa passagem em mente quando disse que os antigos judeus não separavam Deus do mundo.
Essa concepção de Deus não é apenas panteísta, mas também altamente mística, pois postula a união do homem com Deus; e ambas essas ideias foram desenvolvidas na cabala posterior. Mesmo em épocas muito antigas, a teologia palestina e alexandrina reconhecia os dois atributos de Deus, middat hadin, o atributo da justiça, e middat ha-raḥamim, o atributo da misericórdia;
Mesmo a hipóstase desses atributos é antiga, como pode ser visto na observação de um tanna do começo do século II d.C.. Outras hipostatizações são representadas pelas dez ações através das quais Deus criou o mundo, ou seja; sabedoria, discernimento, cognição, força, poder, inexorabilidade, justiça, direito, amor e misericórdia.
Enquanto as Sefirot são baseadas nessas dez potencialidades criativas, é especialmente a personificação da sabedoria (Hokmá) que, em Philo, representa a totalidade dessas ideias primitivas; e o Targ. Yer. i., concordando com ele, traduz o primeiro versículo da Bíblia da seguinte forma: Por sabedoria Deus criou o céu e a terra. Assim, também, a figura de Meṭaṭron passou para a cabala a partir do Talmude, onde desempenhou o papel dos demiurgos, sendo expressamente mencionado como Deus.
Pode-se mencionar também as sete coisas preexistentes enumeradas em um velho Baraita; nomeadamente, a Torá (Ḥokmá), arrependimento (misericórdia), paraíso e inferno (justiça), o trono de Deus, o templo (celestial) e o nome do Maxiah. Embora a origem dessa doutrina deva ser buscada provavelmente em certas ideias mitológicas, a doutrina platônica da preexistência modificou a concepção mais antiga e mais simples, e a preexistência dos sete deve, portanto, ser entendida como uma preexistência ideal, uma concepção que mais tarde foi desenvolvida mais completamente na cabala.
As tentativas dos místicos de colmatar o abismo entre Deus e o mundo são especialmente evidentes na doutrina da preexistência da alma. e de sua relação íntima com Deus antes de entrar no corpo humano—uma doutrina ensinada pelos sábios helênicos; bem como pelos rabbis.

#### O piedoso
Intimamente conectado, está a doutrina de que os piedosos estão habilitados a ascender em direção a Deus, mesmo nesta vida, se eles souberem libertar-se dos obstáculos que prendem a alma ao corpo.
Assim, os primeiros místicos foram capazes de revelar os mistérios do mundo além.
De acordo com Anz, lc, e Bousset, Die Himmelreise der Seele, no Archiv für Religionswissenschaft, iv. 136 et seq., a doutrina central do gnosticismo—um movimento intimamente ligado ao misticismo judaico—foi nada mais que a tentativa de libertar a alma e uní-la a Deus.
Essa concepção explica a grande proeminência de anjos e espíritos no misticismo judaico anterior e posterior. Através do emprego de mistérios, encantamentos, nomes de anjos, etc., o místico assegura para si mesmo a passagem para Deus, e aprende as palavras e fórmulas sagradas com as quais ele domina os espíritos malignos que tentam frustrá-lo e destruí-lo.
Assim também os essênios estavam familiarizados com a ideia da jornada para o céu; e eles também eram mestres da angelologia. A prática de magia e encantamento, a angelologia e a demonologia, foram emprestadas da Babilônia, da Pérsia e do Egito; mas esses elementos estrangeiros foram judaizados no processo, e tomaram a forma da adoração mística do nome de Deus e de especulações sobre o poder misterioso do alfabeto hebraico; para se tornar, finalmente, fundamentos da filosofia do Sefer Yeẓirah.

#### Os Syzygies
Outra concepção pagã que, em forma refinada, passou para a cabala através do Talmudismo, referindo-se ao  mistério do sexo. Possivelmente, essa velha concepção subjaz às passagens Talmúdicas, referindo-se ao mistério do casamento, tal como a Xekinahá habita entre homem e mulher. Uma antiga visão semítica (ver. Ba'al) considera as águas superiores. como masculinas, e as águas inferiores como femininas, sua união frutificando a terra. Assim, a teoria gnóstica dos syzygies (pares) foi adotada pelo Talmude, e mais tarde foi desenvolvida em um sistema pela cabala.
A doutrina da emanação, também comum ao gnosticismo e à cabala, é representada por um tanna do meio do século II d.C.. A ideia de que as ações piedosas dos justos aumentam o poder celestial; que os ímpios confiam em seus deuses, mas que os justos são o apoio de Deus, deu origem à doutrina cabalística posterior da influência do homem no curso da natureza, na medida em que as boas e más ações do homem fortalecem respectivamente os bons ou os maus poderes da vida.
Os elementos heterogêneos desse misticismo talmúdico ainda não foram fundidos; os ingredientes platônico-alexandrino, oriental-teosófico e Judæo-alegórico ainda sendo facilmente reconhecíveis e ainda não elaborados no sistema da cabala.
O monoteísmo judaico ainda era transcendentalista. Mas como o misticismo tentou resolver os problemas da criação e do governo mundial introduzindo diversos personagens intermediários, potencialidades criativas como Meṭaṭron, Xekiná e assim por diante, mais se tornou necessário exaltar a Deus a fim de impedir sua redução a uma mera sombra; essa exaltação se tornou possível pela introdução da doutrina panteísta da emanação, que ensinava que na realidade nada existia fora de Deus.
Contudo, se Deus é o lugar do mundo e tudo existe Nele, deve ser a principal tarefa da vida sentir-se em união com Deus - uma condição que os viajantes da Merkavá, ou, como o Talmude os chama, os frequentadores do paraíso, esforçaram-se para alcançar. Aqui está o ponto em que a especulação dá lugar à imaginação.
As visões que esses místicos contemplavam em seus êxtases eram consideradas reais, dando origem, no interior do judaísmo, a um misticismo antropomórfico, que tomava seu lugar ao lado do dos panteístas. Embora a literatura Midráxica-Talmúdica tenha deixado alguns traços desse movimento, os rabbis se opõem a tais extravagâncias, mas, os escritos dos pais da igreja evidenciam muitos gnósticos judaizantes que eram discípulos do antropomorfismo (Orígenes, De Principiis, compare Clementina, Elcesaites, Minim).

## Diferentes grupos de literatura mística
A literatura mística do período gueônico forma o elo entre as especulações místicas do Talmude e o sistema da cabala; originários de um e terminando no outro. É extremamente difícil resumir o conteúdo e objeto desta literatura, que foi transmitida de forma mais ou menos fragmentária.
Talvez seja mais convenientemente dividido em três grupos:
1. theosophic; (teosófica)
2. cosmogenetic; (cosmogenético)[17]
3. theurgic. (teúrgica).

Em relação à sua forma literária, o estilo midráxico-ággadico pode ser distinguido do estilo litúrgico-poético, ambos ocorrendo contemporaneamente. As especulações teosóficas lidam principalmente com a pessoa de Meṭaṭron-Enoc, o filho de Jared transformado em um anjo de fogo, um YHWH menor - uma concepção com a qual, como mencionado anteriormente, muitos místicos da era talmúdica foram ocupados. Provavelmente um grande número desses livros de Enoque, alegando conter as visões de Enoc, existiu, dos quais, no entanto, apenas fragmentos permanecem.

### Meṭaṭron-Enoch
Curiosamente, a descrição antropomórfica de Deus (veja: Shi'ur Ḳomah) foi colocada em conexão com Meṭaṭron-Enoch no misticismo gueônico. Esta peça vexatória da teosofia judaica, que proporcionou aos cristãos, bem como aos caraítas (compare Agobard; Solomon b. Jeroham) uma oportunidade bem-vinda para um ataque ao judaísmo rabínico, existia como uma obra separada na época dos Gueonim. A julgar pelos fragmentos de Shi'ur Ḳomah, representava Deus como um ser de dimensões gigantescas, com membros, braços, mãos, pés, etc.
O Shi'ur Ḳomah deve ter sido muito respeitado pelos judeus, já que Saadia tentou explicá-lo alegoricamente—embora duvidasse que o tanna Ixmael pudesse ter sido o autor do trabalho— Haim Gaon, apesar de seu repúdio enfático de todo antropomorfismo, defendeu-o.
O livro provavelmente se originou em uma época em que a concepção antropomórfica de Deus era atual—isto é, na era do gnosticismo, recebendo sua forma literária apenas no tempo dos Gueonim.
Os escritos de Clementine, também, expressamente ensinam que Deus é um corpo, com membros de proporções gigantescas; e assim fez Marcion.
Adam Ḳadmon, o homem primitivo dos elcesaítas, também era, de acordo com a concepção desses gnósticos judeus, de dimensões enormes; a noventa e seis milhas de altura e noventa e quatro milhas de largura; sendo originalmente andrógino, e depois fissurado em dois, a parte masculina se tornando o Maxiah, e a parte feminina Ruah á-Qodex.

### Shi'ur Ḳomah
De acordo com Marcion, o próprio Deus está além das medidas e limitações corporais, e como um espírito não pode sequer ser concebido; mas para manter relações sexuais com o homem, Ele criou um ser com forma e dimensões, que está acima dos mais altos anjos.
Era, presumivelmente, este ser cuja forma e estatura foram representados no Shi'ur Ḳomah, que mesmo os seguidores rigorosos do Rabinismo puderam aceitar, como pode ser aprendido com o Kerub ha-Meyuḥad na cabala alemã, que será discutido mais adiante neste artigo.

### Os salões celestes
As descrições dos salões celestiais em tratados; tinham grande valor na época dos Gueonim, e que desceram em fragmentos bastante incompletos e obscuros, originado, de acordo com Haim Gaon, com aqueles mistagogos do Merkavá, que se levaram a um estado de visão extasiada por jejum, ascetismo e oração, e que viram os sete salões e tudo o que há nele com seus próprios olhos, enquanto passam de um salão para outro. Embora essas visões de Heikalot fossem até certo ponto produtivas de uma espécie de êxtase religioso e fossem certamente de grande utilidade no desenvolvimento da poesia litúrgica, como mostrado no Ḳedushah piyyuṭim, elas contribuíram pouco para o desenvolvimento do misticismo especulativo. Este elemento tornou-se efetivo apenas em combinação com a figura de Meṭaṭron ou Meṭaṭron-Enoch, o líder dos viajantes Merkavá em suas jornadas celestiais, que foram iniciados por ele nos segredos do céu, das estrelas, dos ventos, dos água, e da terra.
Por isso, muitas doutrinas cosmológicas originalmente contidas nos livros de Enoc foram apropriadas, e a transição da teosofia para a cosmologia pura tornou-se possível.
Assim, no Midr. Konen, que está intimamente relacionado com o Seder Rabba di-Bereshit, a Torá, idêntica à Sabedoria dos alexandrinos, é representado como primitivo e como o princípio criativo do mundo, que produziu os três elementos primordiais, água, fogo e luz (el'oim), e estes, por sua vez, quando misturados, produziram o universo do MªLªK ha-Olam (Rei do Universo [do cosmo]).

### Teorias cosmológicas
Na descrição dos seis dias da criação, no Midrax em questão, a importante declaração é feita de que a água desobedeceu ao mandamento de Deus—uma antiga doutrina mitológica da resposta de Deus com a matéria (aqui representada pela água), que na cabala posterior serve como explicação para a presença do mal no mundo.
No entanto, a competição é entre as águas masculinas e femininas que se esforçaram para unir-se, mas que Deus separou a fim de impedir a destruição do mundo pela água; colocando as águas masculinas nos céus e as águas femininas na terra (l.c. p. 6).
Independentemente da criação, o Baraita de-Middot ha-'Olam e o Ma'aseh Bereshit descrevem as regiões do mundo com o paraíso no leste e o mundo inferior no oeste.
Todas essas descrições—algumas delas encontradas no século  a.C., no Test. de Abraão e em Enoc; e, mais tarde, na literatura cristã apocalíptica—são obviamente remanescentes da antiga cosmologia essênica.

### Cabala teúrgica
O misticismo dessa época tinha um lado prático e também teórico. Qualquer um que conheça os nomes e funções dos anjos poderia controlar toda a natureza e todos os seus poderes.
Provavelmente confiados antigamente apenas à tradição oral, os nomes antigos foram escritos pelos místicos do período gueônico; e assim Hai Gaon; menciona um grande número de obras como as existentes em seu tempo:
- Sefer ha-Yashar,
- Ḥarba de-Mosheh,
- Raza Rabbah,
- Sod Torah,
- Hekalot Rabbati,
- Hekalot Zuṭrati.

De todas essas obras, além do Heikalot, apenas o Ḥarba de-Mosheh foi publicado por Gaster. Este livro consiste quase inteiramente de nomes místicos por meio dos quais o homem pode se proteger contra doenças, inimigos e outros males, e pode subjugar a natureza. Essas e outras obras mais tarde formaram a base da cabala teúrgica.
As amplificações do paraíso e do inferno, com suas divisões, ocupam uma posição totalmente independente e um tanto peculiar no misticismo gueônico. Eles são atribuídos para a maior parte do amora Joshua bn Levi; mas, além deste herói da Ággadá, o próprio Moisés é acusado de ter sido o autor do trabalho Ma'ayan Ḥokmá.

### Literatura mística em tempos gueônicos
Além do Sefer Yeẓirah, que ocupa uma posição própria, o que se segue é quase uma lista completa da literatura mística da época dos Gueonim, na medida em que é preservada e conhecida hoje:
1. Alfa Beta de Rabbi Akiba,[nt 159]
2. Gan 'Eden,[nt 160]
3. (Maseket) Gehinnom,[nt 161]
4. Ḥarba de-Mosheh,[nt 162]
5. Ḥibbuṭ ha-Ḳeber,[nt 163]
6. Hekalot,[nt 164]
7. Haggadot Shema' Yisrael,[nt 165]
8. [Midrash] Konen,[nt 166]
9. Ma'aseh Merkabah,[nt 167]
10. Ma'aseh de Rabbi Joshua b. Levi,[nt 168][22]
11. Ma'ayan Ḥokmah,[nt 169]

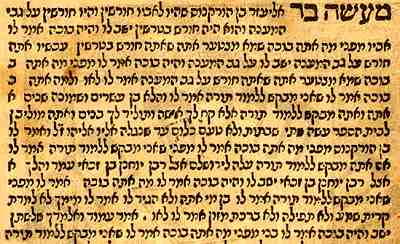
Pirke De Rabbi Eliezer em hebraico

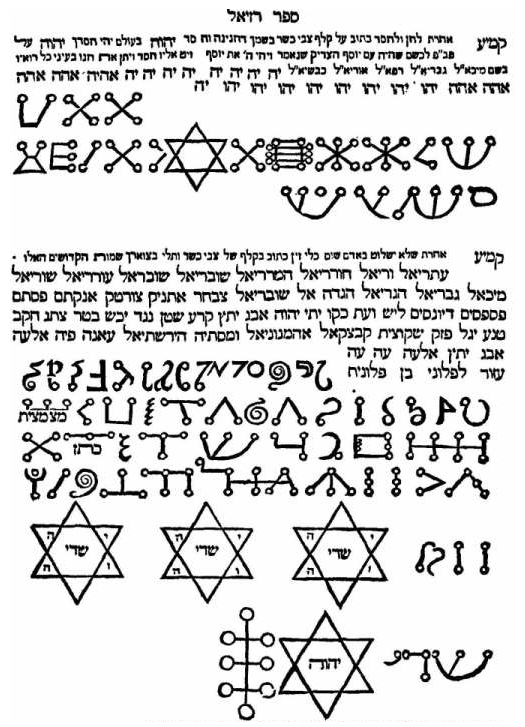
Sefer raziel segulot

12. Seder Rabba di-Bereshit (Wertheimer, l.c. i.)

Fragmentos místicos, foram preservados em Pirḳe R. El., Num. R. e Midr. Tadshe; também no Livro de Raziel, que, embora composto por um cabalista alemão do século XIII, contém importantes elementos do misticismo gueônico.

### Origem da cabala especulativa
Declaração de Eleazar de Worms que um estudioso babilônico, Aaron b. Samuel de nome, trouxe a doutrina mística de Babilônia para a Itália em meados do século IX, foi encontrado como sendo realmente verdade.
De fato, as doutrinas do Kerub ha-Meyuḥad, do poder misterioso das letras do alfabeto hebraico e da grande importância dos anjos, são todas encontradas no folclore místico gueônico. Mesmo aqueles elementos que parecem desenvolvimentos posteriormente podem ter sido transmitidos oralmente, ou podem ter formado partes das obras perdidas dos antigos místicos.
Se, agora, a cabala alemã do século XIII deve ser considerada como sendo meramente uma continuação do misticismo gueônico; conclui-se que a cabala especulativa surgindo simultaneamente na França e na Espanha deve ter tido uma gênese semelhante.
É o Sefer Yeẓirah que assim forma o elo entre a cabala e os místicos gueônicos. Tanto a data quanto a origem deste livro singular ainda são discutíveis, e muitos estudiosos até o atribuem ao período talmúdico.
É certo, no entanto, que no início do século IX a obra desfrutou de uma reputação tão grande que ninguém menos que Saadia escreveu um comentário sobre ele. A questão da relação entre Deus e o mundo é discutida neste livro, o mais antigo trabalho filosófico em hebraico.

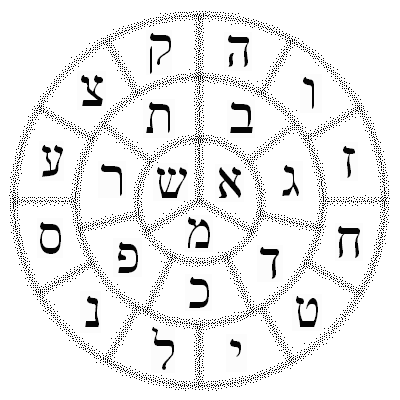
As 22 letras do alfabeto hebraico, conforme descrito no Sefer Yetzirah

### Sefer Yeẓirah
As doutrinas básicas do Sefer Yeẓirah são as seguintes:
- Os fundamentos de toda a existência são as dez Sefirot.
- Estes são os dez princípios que medeiam entre Deus e o universo.
- Eles incluem as três emanações primárias procedentes do Espírito de Deus:

1. Ar ou espírito, provavelmente para ser traduzido como "ar espiritual"), que produziu
2. Água primal, que, por sua vez, foi condensada em
3. Fogo.

- Seis outros são as três dimensões em ambas as direções (esquerda e direita); estes nove, junto com o Espírito de Deus, formam as dez Sefirot.
- Eles são eternos, pois neles é revelado o domínio de Deus.
- Os três primeiros preexistiam idealmente como os protótipos da criação propriamente dita, que se tornaram possíveis quando o espaço infinito, representado pelas seis outras Sefirot, foi produzido.
- O Espírito de Deus, no entanto, não é apenas o começo, mas é também o fim do universo; pois as Sefirot estão intimamente ligadas umas às outras:

1: 7. 10 Sefirot Belimá: Seu fim está no início e seu início começa em seu fim, quando a chama é ligada à brasa; que é o único mestre e não há dois, antes de Um; o que você pode contar? 10 sefirot de Ain 
- Enquanto os três elementos primitivos constituem a substância das coisas, as vinte e duas letras do alfabeto hebraico constituem a forma.
- As cartas pairam, por assim dizer, na linha divisória entre o mundo espiritual e o físico; pois a existência real das coisas é percebida apenas por meio da linguagem, isto é, a capacidade humana de conceber o pensamento.
- Quando as letras resolvem o contraste entre a substância e a forma das coisas, elas representam a atividade solvente de Deus; para tudo que existe por meio de contrastes, que encontram sua solução em Deus, como, por exemplo, entre os três elementos primordiais, os contrastes de fogo e água são resolvidos em (ar ou espírito).

### Misticismo dos hereges judeus
A importância deste livro para a última cabala, superestimada anteriormente, tem sido subestimada nos tempos modernos. As emanações aqui não são as mesmas que as postuladas pelos cabalistas; pois nenhuma escala graduada de distância das emanações primais é assumida, nem as Sefirot são idênticas àquelas enumeradas na cabala posterior.
Mas o acordo em pontos essenciais entre a cabala posterior e o Sefer Yeẓirah não deve ser menosprezado. Ambos postulam seres mediatos em lugar da criação imediata a partir do nada; e esses seres mediatos não foram criados, como aqueles postulados nas várias cosmogonias, mas são emanações.
Os três elementos primordiais do Sefer Yeẓirah, que a princípio existiam apenas idealmente e depois se manifestaram em forma, Beriá da Cabala posterior. Em conexão com o Sefer Yeẓirah devem ser mencionadas as especulações místicas de certas seitas judaicas, as quais, por volta do ano 800, começaram a difundir doutrinas que durante séculos haviam sido conhecidas apenas por alguns iniciados.
Assim, os maghariyites ensinaram que Deus, que é exaltado demais para ter quaisquer atributos atribuídos a Ele nas Escrituras, criou um anjo para ser o verdadeiro governante do mundo; e para este anjo tudo deve ser referido que a Escritura reconta a Deus. Esta forma judaica do Demiurgo gnóstico, que também era conhecido dos samaritanos, foi aceita com pequenas modificações pelos caraítas bem como pelos cabalistas alemães, como será mostrado mais adiante.
Benjamin Nahawendi parece ter conhecimento de outras emanações além deste Demiurgo. Essas, é claro, não eram novas teorias originadas nessa época, mas um despertar do gnosticismo judeu, que havia sido suprimido por séculos pela crescente preponderância do rabbinismo, e agora reapareceu não por acaso, numa época em que o saduceísmo, o velho inimigo de rabbinismo, também reapareceu, sob o nome de Caraísmo.
Mas enquanto os últimos, como atraentes para as massas, foram energicamente e até amargamente atacados pelos representantes do rabbinismo, eles fizeram provisão para um renascimento do gnosticismo.
Pois, embora os tratados cabalísticos atribuídos a certos gueonim fossem provavelmente fabricados em épocas posteriores, é certo que os números dos gueonim, mesmo muitos que estavam intimamente ligados às academias, eram fervorosos discípulos de tradição mística.
O pai da cabala alemã era, como é agora conhecido, um babilônico, que emigrou para a Itália na primeira metade do século IX, onde os Kalonymides levaram seus ensinamentos para a Alemanha, onde no século XIII; uma doutrina esotérica, essencialmente idêntica à que prevalecia na Babilônia, cerca de 800, é encontrada.

### Influência da filosofia greco-árabe
Enquanto o ramo da cabala transplantado para a Itália permaneceu intocado por influências estrangeiras, a reação da filosofia greco-árabe do misticismo judaico tornou-se aparente nos países de língua árabe. As seguintes doutrinas da filosofia árabe especialmente influenciaram e modificaram o misticismo judaico, devido à estreita relação entre os dois. Os fiéis irmãos de Baçorá, assim como os aristotélicos neoplatônicos do século IX, deixaram suas marcas na cabala. A irmandade ensinou, como no início do gnosticismo, que Deus, o Ser supremo, exaltado acima de todas as diferenças e contrastes, também superou tudo que é corpóreo e espiritual; portanto, o mundo só poderia ser explicado por meio de emanações. A escala graduada de emanações era a seguinte:
1. o espírito criador (νοῦς);
2. o espírito dirigente, ou a alma do mundo;
3. matéria primordial;
4. natureza ativa, um poder proveniente da alma do mundo;
5. o corpo abstrato, também chamado de matéria secundária;
6. o mundo das esferas;
7. os elementos do mundo sublunar;
8. o mundo de minerais, plantas e animais composto por esses elementos.

Estes oito formam, junto com Deus, o Absoluto, que está em e com tudo, a escala das nove substâncias primitivas, correspondendo aos nove números primários e às nove esferas.
Esses nove números dos Irmãos Fiéis; foram alterados por um filósofo judeu de meados do século XI em dez, contando os quatro elementos não como uma unidade, mas como dois.

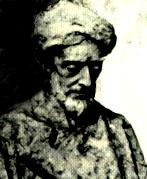
Ibn Gabirol

### Influência sobre a cabala de Gabirol
As doutrinas de Salomão ibne Gabirol influenciaram o desenvolvimento da cabala mais do que qualquer outro sistema filosófico; e seus pontos de vista sobre a vontade de Deus e sobre os seres intermediários entre Deus e a criação eram especialmente pesados.
Gabirol considera Deus como uma unidade absoluta, em quem; forma e substância são idênticas; portanto, nenhum atributo pode ser atribuído a Deus, e o homem só pode compreender Deus por meio dos seres que emanam dEle.
Visto que Deus é o começo de todas as coisas, e substância composta é a última de todas as coisas criadas, deve haver elos intermediários entre Deus e o universo; pois há necessariamente uma distância entre o começo e o fim, que de outra forma seria idêntico.
O primeiro elo intermediário é a vontade de Deus (Ratzon = vontade; desejo), a hipóstase de todas as coisas criadas; Gabirol significa, por vontade, o poder criador de Deus manifestado em um certo ponto do tempo e então procedendo em conformidade com as leis das emanações.
Como isso unirá dois contrastes—nomeadamente, Deus e a Criação—deve necessariamente participar da natureza de ambos, sendo fator e factum ao mesmo tempo. A vontade de Deus é imanente em tudo; e dele procederam as duas formas de ser materia universalis (ὕλη) e forma universalis. Mas só Deus é criador ex nihilo: todos os seres intermediários criam por meio da emanação graduada do que está contido neles potencialmente.
Assim, Gabirol assume cinco seres intermediários; entre Deus e a matéria; a saber:
1. vontade;
2. matéria em geral e forma;
3. o espírito universal;
4. as três almas, nomeadamente; vegetativa, animal e pensante;
5. a natureza, o poder motivador dos corpos.

Gabirol também menciona os três mundos cabalísticos, Beriah, Yeshira e 'Asiyah; enquanto ele considera Aẓilut ser idêntico à vontade. A teoria da concentração de Deus, pela qual a cabala tenta explicar a criação do finito a partir do infinito, também é encontrada na forma mística em Gabirol.
Ainda assim, por maior que seja a influência que Gabirol exerceu sobre o desenvolvimento da cabala, seria incorreto dizer que o último é derivado principalmente dele.
O fato é que, quando a tradição mística judaica entrou em contato com a filosofia árabe-judaica, ela se apropriou dos elementos que a atraíam; isto sendo especialmente o caso com a filosofia de Gabirol por causa do seu caráter místico.
Mas outros sistemas filosóficos, de Saadia a Maimônides, também foram colocados sob contribuição. Assim, o importante cabalista alemão Eleazar de Worms foi fortemente influenciado por Saadia; enquanto as opiniões de Ibn Ezra encontraram aceitação entre os germanos, bem como os cabalistas espanhóis.
Possivelmente, mesmo Maimonides, o maior representante do racionalismo entre os judeus da Idade Média, contribuiu para a doutrina cabalística do Ein-Sof por seu ensino que nenhum atributo poderia ser atribuído a Deus [a menos que seja de origem pitagórica].

### A cabala alemã
As doutrinas esotéricas do Talmude, o misticismo do período dos Gueonim e a filosofia neoplatônica árabe são, portanto, os três principais constituintes da cabala propriamente dita, como é encontrado no século XIII.
Esses elementos heterogêneos também explicam o estranho fato de que a cabala apareceu ao mesmo tempo em dois diferentes centros de cultura, sob diferentes condições sociais e políticas, sendo cada forma totalmente diferente em caráter de outra.
A cabala alemã é uma continuação direta do misticismo gueônico. Seu primeiro representante é Judá, o Piedoso (falecido em 1217), cujo pupilo, Eleazar de Worms, é seu mais importante expoente literário. Abraham Abulafia foi seu último representante, meio século depois.
A exatidão da afirmação de Eleazar, no sentido de que os Kalonymides levaram consigo as doutrinas esotéricas da Itália para a Alemanha, por volta de 917, foi satisfatoriamente estabelecida. Até a época de Eleazar, essas doutrinas eram, em certo sentido, propriedade privada dos Kalonymides e eram mantidas em segredo até que Judá, o Piedoso, ele mesmo membro dessa família, encarregou seu discípulo Eleazar de introduzir a doutrina esotérica oral e escrita em um círculo.

### Misticismo cristão e judaico
As doutrinas essenciais desta escola são as seguintes:
- Deus é exaltado demais para a mente mortal compreender, já que nem mesmo os anjos podem formar uma ideia dEle.
- A fim de ser visível tanto para os anjos quanto para os homens, Deus criou a partir do fogo divino Sua (majestade), também chamado de que tem tamanho e forma e senta em um trono no leste, como o representante real de Deus. Seu trono é separado por uma cortina no leste, sul e norte do mundo dos anjos; o lado a oeste sendo descoberto,[nt 183] para que a luz de Deus, que está no oeste, possa iluminá-lo.
- Todas as declarações antropomórficas da Escritura referem-se a essa majestade, não ao próprio Deus, mas ao Seu representante. Correspondendo aos diferentes mundos dos cabalistas espanhóis, os cabalistas alemães também assumem quatro (às vezes cinco) mundos; a saber:

1. o mundo da glória que acabamos de mencionar;
2. o mundo dos anjos;
3. o mundo da alma animal;
4. o mundo da alma intelectual.

É fácil discernir que esta teosofia curiosa não é um produto da época em que os cabalistas alemães viveram, mas é composta de doutrinas antigas, que, como dito acima, se originaram no período Talmúdico.
Os alemães, carentes de treinamento filosófico, exerceram toda a maior influência na cabala prática, bem como no misticismo extático. Assim como na Espanha nessa época, a mente profundamente religiosa dos judeus se revoltou contra o frio racionalismo aristotélico que começara a dominar o mundo judaico por influência de Maimônides, de modo que os judeus alemães, em parte influenciados por um movimento semelhante no cristianismo, começaram a se levantar contra o ritualismo tradicional.
Judá, o Piedoso, repreende os talmudistas com debruçar-se muito sobre o Talmude sem alcançar nenhum resultado. Assim, os místicos alemães tentaram satisfazer suas necessidades religiosas à sua maneira; ou seja, pela contemplação e meditação. Como os místicos cristãos, que simbolizavam a estreita ligação entre a alma e Deus pela figura do matrimônio, os místicos judeus descreviam o mais alto grau de amor do homem por Deus em formas sensuais em termos tirados da vida conjugal.
Enquanto o estudo da Lei era para os talmudistas o auge da piedade, os místicos concediam o primeiro lugar à oração, que era considerada um progresso místico para Deus, exigindo um estado de êxtase. Foi a principal tarefa da cabala prática produzir este misticismo extático, já encontrado entre os viajantes Merkavá da época do Talmude e dos Gueonim; portanto, esse estado mental era especialmente favorecido e fomentado pelos alemães.
O misticismo alfabético e numeral constitui a maior parte das obras de Eleazar, e deve ser considerado simplesmente como meio para um fim; isto é, alcançar um estado de êxtase pelo emprego apropriado dos nomes de Deus e dos anjos, um estado no qual toda parede é removida do olho espiritual.
O ponto de vista representado pelo livro anônimo Keter Shem-Ṭob, atribuído a Abraão de Colônia e certamente um produto da escola de Eleazar de Worms, representa a fusão desta cabala alemã com a do Misticismo provençal-espanhol.
De acordo com este trabalho, o ato de criação foi trazido por um poder primordial que emana da simples vontade de Deus. Esse poder eterno e imutável transformou o universo potencialmente existente no mundo real por meio de emanações graduadas.
Essas concepções, originadas na escola de Azriel, são aqui combinadas com as teorias de Eleazar sobre o significado das letras hebraicas de acordo com suas formas e valores numéricos. A doutrina central deste trabalho refere-se ao Tetragrama; o autor assumindo que as quatro letras yod, he, vaw e he foram escolhidas por Deus para o Seu nome porque eram peculiarmente distinguidas de todas as outras letras.
Assim, yod, considerado graficamente, aparece como o ponto matemático a partir do qual os objetos foram desenvolvidos e, portanto, simboliza a espiritualidade de Deus para a qual nada pode ser igual.
Como seu valor numérico é igual a dez, o número mais alto, há dez classes de anjos e, correspondentemente, as sete esferas com os dois elementos—fogo coerente com o ar e água com a terra, respectivamente—e Aquele que dirige todos eles, juntos dez poderes; e finalmente as dez Sefirot. Desta forma, as quatro letras do Tetragrama são explicadas em detalhes. Uma geração depois, um movimento em oposição às tendências deste livro surgiu na Espanha; com o objetivo de suplantar a cabala especulativa por um visionário profético.
Abraham Abulafia negou as doutrinas das emanações e das Sefirot, e, voltando aos místicos alemães, afirmou que a verdadeira cabala consistia em misticismo letra e número, sistema que, corretamente entendido, traz o homem em relações diretas e estreitas com a ratio activa, a inteligência ativa do universo, dotando-o assim do poder da profecia.

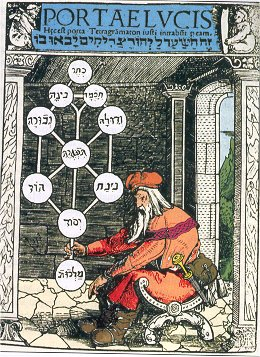
Portae Lucis por Joseph Gikatilla (1248 -1325) Augsburg, 1516 O livro é uma tradução Latim de Paulus Ricius do mais influente trabalho cabalístico de Gikatilla.

Em certo sentido, Joseph b. Abraham Gikatilla, um cabalista oito anos mais novo que Abulafia, também pode ser incluído na escola alemã, desde que ele desenvolveu a carta e o misticismo vocálico, introduzindo assim a cabala prática em muitos círculos. No entanto, Gikatilla, como seu contemporâneo Tobias Abulafia, ainda hesita entre a cabala abstrata especulativa dos judeus provençais-espanhóis e o simbolismo da carta concreta dos alemães.
Esses dois movimentos principais são finalmente combinados nos livros Zoarísticos, nos quais, como diz Jellinek, o sincretismo das idéias filosóficas e cabalísticas do século parece completo e acabado.

### A cabala na Provença
Enquanto os místicos alemães podiam se referir a tradições autênticas, os cabalistas da Espanha e do sul da França eram obrigados a admitir que podiam traçar suas doutrinas, que eles designavam como tradição, para autoridades não mais antigas que o século XII.
O historiador moderno tem maiores dificuldades em determinar a origem da cabala na Provença do que os próprios cabalistas; pois eles concordavam que as doutrinas esotéricas haviam sido reveladas pelo profeta Elias, no começo do século XII, a Jacó ha-Nazir, que iniciou Abraão b. David de Posquières, cujo filho Isaac, o Cego, os transmitiu ainda mais.
Mas Isaac, o Cego, não pode ser creditado como sendo o originador da cabala especulativa, pois é complicado demais para ser o trabalho de um homem, como é evidente pelos escritos de Azriel (nascido por volta de 1160), o suposto aluno de Isaque Azriel, além disso, fala das Sefirot, do En-Sof e dos cabalistas da Espanha; e é absolutamente impossível que Isaque, o Cego, que não era muito mais velho que Azriel (seu pai Abraão morreu em 1198), pudesse ter fundado uma escola tão rapidamente que os estudiosos espanhóis pudessem falar do contraste entre cabalistas e cabalistas filósofos como Azriel faz.
Se existe alguma verdade nesta tradição dos cabalistas, isso só pode significar que a relação de Isaac, o Cego, com a cabala especulativa era a mesma que a de seu contemporâneo Eleazar de Worms, ao misticismo alemão; ou seja, que assim como o último fez as doutrinas esotéricas—que foram durante séculos na posse de uma família, ou pelo menos de um círculo muito pequeno—propriedade comum, Isaac introduziu as doutrinas da cabala especulativa pela primeira vez em círculos maiores.
Pode-se ainda supor que a filosofia especulativa da Provença, como o misticismo alemão, tenha se originado na Babilônia: o neoplatonismo, alcançando aí seu mais alto desenvolvimento nos séculos VIII e IX, não poderia deixar de influenciar o pensamento judaico.
Gabirol, assim como o autor de Torat ha-Nefesh, evidencia essa influência na filosofia judaica; enquanto a cabala assumiu os elementos místicos do neoplatonismo. A cabala, no entanto, não é um produto genuíno dos judeus provençais; pois apenas os círculos em que se encontram são avessos ao estudo da filosofia. As porções essenciais da cabala devem, ao contrário, ter sido levadas para a Provença da Babilônia; sendo conhecido apenas por um pequeno círculo até que o aristotelismo começou a prevalecer, quando os adeptos da cabala especulativa foram forçados a tornar pública sua doutrina.

### Tratado sobre Emanação
O produto literário mais antigo da cabala especulativa é a obra Masseket Aẓilut, que contém a doutrina dos quatro mundos graduados, bem como a da concentração do Ser Divino.
A forma em que os rudimentos da cabala são apresentados aqui, assim como a ênfase dada à manutenção da doutrina em segredo e à piedade compulsória dos alunos, é evidência da data inicial da obra.
Na época em que Masseket Aẓilut foi escrito, a cabala ainda não havia se tornado objeto de estudo geral, mas ainda estava confinada a alguns dos eleitos. O tratamento é em geral o mesmo que o encontrado nos escritos místicos da época dos Gueonim, com os quais o trabalho tem muito em comum; portanto, não há razão para não considerá-lo como um produto daquela época.
As doutrinas do Meṭaṭron e especialmente da angelologia são idênticas às dos Gueonim, e a ideia das Sefirot é apresentada de maneira tão simples e não filosófica que dificilmente se justifica supor que ela foi influenciada diretamente por qualquer sistema filosófico.

A Árvore da Vida Cabalística com os nomes das Sefirot e os caminhos em hebraico; conforme descrito no Bahir.

### Bahir
Assim como no Masseket Aẓilut a doutrina das dez Sefirot é baseada no Sefer Yeẓirah, assim o livro Bahir, que, de acordo com alguns estudiosos, foi composto por Isaac, o Cego, e que em qualquer caso se originou em sua escola, parte das doutrinas do Sefer Yeẓirah, que explica e amplia. Este livro foi de importância fundamental em mais de uma maneira para o desenvolvimento da cabala especulativa.
As Sefirot são aqui divididas nas três principais—luz primal, sabedoria e razão—e as sete secundárias que têm nomes diferentes. Esta divisão das Sefirot, que atravessa toda a cabala, é encontrada logo em Pirḳe R. Eliezer III., Da qual o Bahir emprestou em grande parte; mas aqui pela primeira vez a doutrina da emanação das Sefirot é claramente enunciada.
Eles são concebidas como os princípios primordiais inteligíveis do universo, as emanações primárias do Ser Divino, que juntos constituem o (τὸ πᾶν = o universo). A emanação é considerada, não como tendo ocorrido uma vez, mas como contínua e permanente; e o autor tem uma concepção tão imperfeita da importância dessa ideia que considera a emanação como ocorrendo de uma só vez, e não em séries graduadas. Mas essa suposição aniquila toda a teoria da emanação, que tenta explicar a transição gradual do infinito para o finito, compreensível apenas na forma de uma série graduada.

#### Oposição ao aristotelismo
No geral, o conteúdo do livro — que parece ser uma compilação de pensamentos frouxamente conectados — justifica a suposição de que não é o trabalho de um homem ou o produto de uma escola, mas a primeira tentativa séria de coletar as doutrinas esotéricas. que durante séculos circularam oralmente em certos círculos da Provença e apresentá-los a um público maior.
O trabalho é importante porque deu aos estudiosos que nada teriam a ver com a filosofia então corrente—a saber, o aristotelismo — o primeiro incentivo para um estudo aprofundado da metafísica.
A primeira tentativa de colocar a doutrina cabalística das Sefirot em uma base dialética poderia ter sido feita apenas por um judeu espanhol, já que os judeus provençais não estavam suficientemente familiarizados com a filosofia, e os poucos entre eles que se dedicavam a essa ciência eram aristotélicos declarados que olhavam com desprezo as especulações dos cabalistas.

### Azriel
Foi Azriel (1160–1238), um espanhol com formação filosófica, que se comprometeu a explicar as doutrinas da cabala aos filósofos e torná-los aceitáveis para eles. Deve ser notado particularmente que Azriel expressamente diz que a dialética filosófica é para ele apenas os meios para explicar as doutrinas do misticismo judaico, para que aqueles que também não acreditam, mas peça para ter tudo provado, pode convencer-se da verdade da cabala. Os verdadeiros discípulos da cabala estavam satisfeitos com suas doutrinas como eram e sem acréscimos filosóficos. Portanto, a forma atual da cabala apresentada por Azriel não deve ser considerada absolutamente idêntica à original.
Partindo da doutrina dos atributos meramente negativos de Deus, como ensinado pela filosofia judaica da época (ver Atributos), Azriel chama Deus de Ein Sof (אין סוף), o absolutamente Infinito, que só pode ser compreendido como a negação de toda negação. A partir dessa definição do Ein Sof, Azriel deduz a eternidade potencial do mundo —o mundo com todas as suas múltiplas manifestações foi potencialmente contido dentro do Ein Sof; e este universo potencialmente existente tornou-se uma realidade no ato da criação. A transição do potencial para o real é um ato livre de Deus: mas não pode ser chamado de criação; já que uma creatio ex nihilo é logicamente impensável, e nada do qual o mundo poderia ser formado existe fora de Deus, o Ein Sof.
Por isso, não é correto dizer que Deus cria, mas irradia; pois, à medida que o sol irradia calor e luz sem diminuir seu volume, o Ein Sof irradia os elementos do universo sem diminuir seu poder. Esses elementos do universo são as Sefirot, que Azriel tenta definir em sua relação com o Ein Sof, assim como entre si. Embora existam contradições e lacunas no sistema de Azriel, ele foi o primeiro a reunir os elementos dispersos das doutrinas cabalísticas e combiná-los em um todo orgânico. Deixando de lado a forma mística-ággadica das obras cabalísticas que o precederam, Azriel adotou um estilo que era igual e às vezes superior ao dos escritores filosóficos da época.
Asher ben David, sobrinho e pupilo de Isaac, o Cego, contemporâneo cabalístico de Azriel e provavelmente influenciado por ele, pouco acrescentou ao desenvolvimento da cabala, a julgar pelos poucos fragmentos que ele preservou. Por outro lado, Isaac ben Sheshet de Gerona, em seu Sha'ar ha-Shamayim, fez notáveis acréscimos à parte teórica do sistema de Azriel. O autor de Ha-Emunah we-ha-Biṭṭaḥon, erroneamente atribuído a Naḥmanides, também deve ser incluído na escola de Azriel; mas, desejoso apenas de fazer uma apresentação popular das doutrinas de Azriel, com uma forte mistura de misticismo alemão, ele contribuiu pouco para o seu desenvolvimento. Mais importante é Sefer ha-'Iyyun (o Livro da Intuição), atribuído ao gaon R. Ḥamai, mas realmente originário da escola de Azriel.

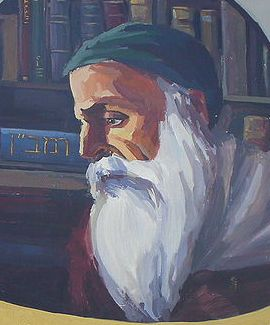
R. Moses ben Nachman (Nahmanides) - pintura de parede em Acre, Israel

### Naḥmanides
Os próprios cabalistas consideram Naḥmanides como o aluno mais importante de Azriel—uma afirmação não apoiada pelos trabalhos de Naḥmanides; por seu comentário sobre o Pentateuco, embora permeado por misticismo, tem pouco que pertence à cabala especulativa como desenvolvida por Azriel. Naḥmanides, ao contrário, enfatiza a doutrina da creatio ex nihilo e também insiste que atributos podem ser atribuídos a Deus; enquanto o Ein Sof de Azriel é o resultado da suposição de que Deus é sem atributos.
No entanto, a importância de Naḥmanides para o desenvolvimento da cabala deve ser reconhecida. A maior autoridade Talmúdica do seu tempo, e possuindo um grande número de discípulos, sua inclinação para a cabala foi transmitida aos seus alunos, entre os quais David ha-Kohen, R. Sheshet e Abner são especialmente mencionados. Os irmãos Isaac b. Jacob e Jacob b. Jacob ha-Kohen também parece ter pertencido ao círculo dos Naḥmanides. Seu aluno mais importante, no entanto, e seu sucessor, foi Solomon ben Abraham ibn Adret (Rashba), o grande professor do Talmude, que também tinha uma forte inclinação para a cabala, mas aparentemente deu pouco tempo para seu estudo. Entre seus alunos estavam os cabalistas Shem-Ṭob b. Abraão Gaon, Isaac do Acre e Baḥya b. Asher, o último nome de quem, por seu comentário sobre o Pentateuco, contribuiu muito para a disseminação da cabala.

### Ibn Latif
Isaac ibn Latif, que floresceu em meados do século XIII, ocupa uma posição peculiar e independente na história da cabala, devido a sua tentativa de introduzir o aristotelismo. Embora ele não fundasse nenhuma escola, e embora os genuínos cabalistas não o considerassem como pertencente ao seu grupo, muitas de suas opiniões encontraram entrada na cabala.
Como Maimonides ele sustentou o princípio do começo do mundo; sua declaração, Deus não tem vontade porque Ele é vontade, é emprestado de Gabirol; e, além disso, ele ensina o princípio da emanação das Sefirot. Ele concebe a primeira emanação divina imediata como o primeiro criado (הנברא הראשון), um Ser absolutamente divino e absolutamente simples, a substância e condição que tudo contém de tudo o que é. As outras Sefirot partiram disto em gradual emanação serial, crescendo mais grosseira e material à medida que sua distância aumentava de sua origem puramente espiritual e divina. A relação entre o primeiro criado e tudo o que existe desde então é semelhante àquela entre o simples ponto geométrico e a complicada figura geométrica. O ponto cresce para uma linha, a linha para um plano ou superfícies e isto para um sólido; e assim como o ponto ainda está presente como um elemento fundamental em todas as figuras geométricas, o primeiro criado continua a agir como o elemento primordial e fundamental de todas as emanações. Essa concepção da primeira Sefirá como um ponto, ou unidade numérica, dentro do universo reaparece com especial freqüência nas apresentações dos cabalistas posteriores.

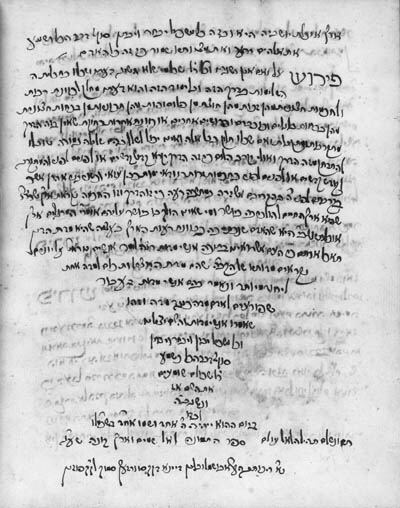
Sefer Ha-Temunah

### Sefer ha-Temunah
A continuação real das doutrinas de Azriel, no entanto, pode ser encontrada em várias obras pseudepigráficas da segunda metade do século XIII. Embora esta literatura tenha sido preservada apenas fragmentariamente, e ainda não tenha sido criticamente editada em qualquer extensão, sua tendência, no entanto, pode ser claramente discernida. Tais obras representam a tentativa de colocar as doutrinas do Bahir e de Azriel em forma dogmática, para moldar e determinar os antigos ensinamentos cabalísticos, e não para trazer novos ensinamentos.
Entre os produtos importantes desta cabala dogmática está, em primeiro lugar, a pequena obra Sefer ha-Temunah (Livro da Forma), que procura ilustrar o princípio da emanação por meio das formas das letras hebraicas. Aqui pela primeira vez a concepção das Sefirot é colocada em formulações definidas no lugar da declaração incerta de que elas deveriam ser consideradas como poderes (כחות) ou como ferramentas (כלים) de Deus. As Sefirot, de acordo com este livro, são poderes inerentes a Deus, e estão relacionados ao Ein Sof, como, por exemplo, os membros são para o corpo humano. Eles estão, por assim dizer, organicamente conectados com Deus, formando um todo indivisível.
A questão que por muito tempo ocupou os cabalistas—a saber, como a expressão ou transmissão da vontade pode ser explicada no ato da emanação—é aqui resolvida de uma maneira simples; porque todas as Sefirot, estando organicamente conectadas com o Ein Sof, têm apenas uma vontade comum. Assim como o homem não comunica sua vontade ao seu braço quando ele quer movê-lo, também uma expressão da vontade do Ein Sof não é necessária no ato da emanação. Outro princípio importante, que está muito em evidência desde o Zohar até as últimas obras cabalísticas, é igualmente claramente expresso pela primeira vez no Sefer ha-Temunah; ou seja, a doutrina da dupla emanação, a positiva e negativa. Isso explica a origem do mal; pois, como a única, a emanação positiva, produziu tudo o que é bom e belo, de modo que o outro, o negativo, produziu tudo o que é mau, feio e imundo.
A forma final foi dada à cabala de Azriel pelo trabalho Ma'areket ha-Elohut, no qual o sistema de Azriel é apresentado mais claro e definitivamente do que em qualquer outro trabalho cabalístico. O princípio fundamental da cabala aqui é a eternidade potencial do mundo; daí o caráter dinâmico das emanações é especialmente enfatizado. O tratamento das Sefirot também é mais completo e extenso do que em Azriel. Eles estão identificados com Deus; a primeira Sefirah Keter (כתר = coroa), contendo em potencia todas as nove emanações subsequentes.
A doutrina das emanações duplas, positivas e negativas, é ensinada em Ma'areket, bem como em Sefer ha-Temunah, mas de tal forma que o contraste, que corresponde exatamente com a teoria syzygy dos gnósticos, aparece apenas na terceira Sefirá, Binah (בינה = "inteligência"). O autor do Ma-'areket procede como o Bahir na separação dos três superiores das sete Sefirot inferiores, mas de uma maneira muito mais clara: ele considera apenas os primeiros como sendo de natureza divina, uma vez que eles emanam imediatamente de Deus; enquanto os sete inferiores, que foram todos produzidos pela terceira Sefirá, são menos divinos, pois produzem imediatamente a matéria-mundo inferior. Um contraste que governa o mundo pode, portanto, começar apenas com a terceira Sefirá; porque tal contraste não pode obter no reino puramente espiritual.
Este ponto é uma ilustração instrutiva da atividade dos cabalistas desde o tempo do Bahir (final do século XII) até o começo do século XIV. Nesse período, as desarticuladas concepções místico-gnósticas do Bahir foram gradual e incansavelmente entrelaçadas num sistema abrangente e conectado.
Lado a lado com esta escola especulativa e teórica, tomando para seu problema a metafísica no sentido estrito da palavra—ou seja, a natureza de Deus e sua relação com o mundo—outro movimento místico foi desenvolvido, mais religioso-ético por natureza, que como Grätz diz com razão, considerou o ritual, ou o lado prático, para chamá-lo assim, como o mais importante, e como aquele ao qual o lado teosófico serviu meramente como uma introdução. Ambos os movimentos tiveram seu ponto de partida comum no misticismo gueônico, que introduziu importantes elementos especulativos no misticismo prático propriamente dito. Mas eles também tinham isso em comum, que ambos se esforçavam para entrar em um relacionamento mais próximo com Deus do que o transcendentalismo da filosofia judaica permitida, colorido como era pelo aristotelismo. O misticismo prático procurou tornar essa união possível para a vida cotidiana; enquanto pensadores especulativos se ocupavam em alcançar uma construção monista do universo, na qual a transcendência do Ser primordial poderia ser preservada sem colocá-lo fora do universo.
Ambos os movimentos, com um fim comum em vista, acabaram por convergir, e isso realmente ocorreu com a aparição do livro chamado Zohar (זהר = Esplendor), depois de Dan. xii. 3, (והמשכילים יזהירו כזהר הרקיע = O sábio será resplandecente como o esplendor do firmamento), mostrando que tinha o Bahir (בהיר = Brilhante) para o seu modelo. É no principal um comentário sobre o Pentateuco, e R. Simeon ben Yoḥai é apresentado como o professor inspirado que expõe as doutrinas teosóficas ao círculo de seus ouvintes santos. Apareceu, portanto, primeiro sob o título de Midrax R. Simeon bar Yoḥai.
A correspondência com a ordem da Escritura é muito solta, ainda mais do que é frequentemente o caso nos escritos da literatura midraxista. O Zohar é, em muitos casos, um mero agregado de partes heterogêneas. Além do Zohar propriamente dito, ele contém uma dúzia de peças místicas de várias derivações e datas diferentes que surgem repentinamente, assim desfazendo inteiramente a textura do Zohar que de outro modo seria solta.

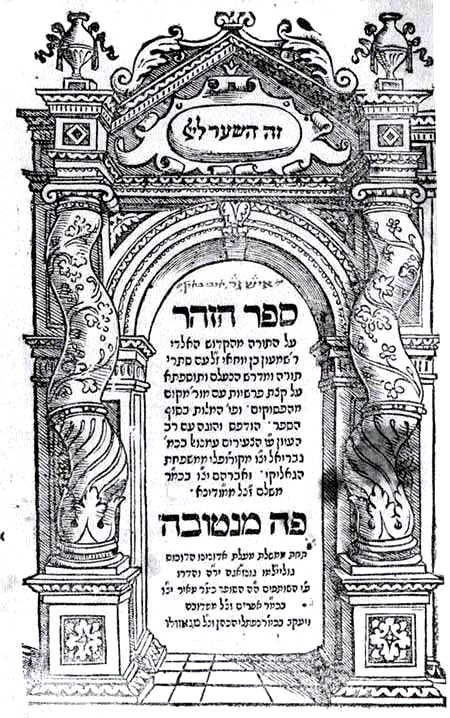
Página de rosto da primeira edição do Zoár, Mântua, 1558; Biblioteca do Congresso

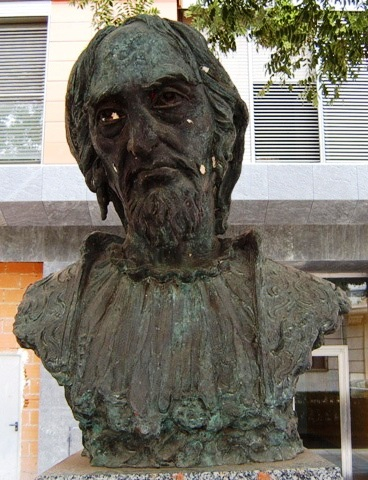
Busto em Guadalajara (Espanha) de Moses de León, filósofo e rabino judeu espanhol do século XIII, eleito pelo acadêmicos como sendo o autor do Zohar, realizado por Luis Sanguino

Uma menção distinta é feita no Zohar de trechos dos seguintes escritos:
1. Idra Rabba;
2. Idra Zuṭṭa;
3. Matnitin;
4. Midrash ha-Ne'elam;
5. Ra'aya Mehemna;
6. Saba (o Velho);
7. Raze de-Razin;
8. Sefer Hekalot;
9. Sifra de-Ẓeni'uta;
10. Sitre Torá;
11. Tosefta;
12. Yanuḳa.

Além do Zohar propriamente dito, há também um Zohar Ḥadash (Novo Zohar), Zohar para Cant. e Tiḳḳunim, ambos novos e antigos, que têm uma relação próxima com o próprio Zohar.

### A literatura Zohar
Por séculos, e em geral até hoje, as doutrinas contidas no Zohar são consideradas a cabala, embora este livro represente apenas a união dos dois movimentos mencionados acima. O Zohar é o guia completo das diferentes teorias cabalísticas e do livro canônico dos cabalistas. Depois do Zohar, que provavelmente data do início do século XIV, e que recebeu sua forma atual em grande parte da mão de Moisés de Leão, seguiu-se um período de pausa no desenvolvimento da cabala, que durou mais de dois séculos e meio.
Entre os contemporâneos de Moisés de Leão deve ser mencionado o italiano Menahem Recanati, cujo comentário cabalístico sobre o Pentateuco é realmente um comentário sobre o Zohar. Joseph b. Abraham ibn Waḳar era um oponente do Zohar; sua Introdução à Cabala, que existe apenas em manuscrito, é considerada por Steinschneider como a melhor. Foi algum tempo antes que o Zohar fosse reconhecido na Espanha. Abraão b. Isaac de Granada fala em seu trabalho Berit Menuḥah (A Aliança de Descanso) de as palavras de R. Simeon b. Yoḥai, significando o Zohar. No século XV, a autoridade da cabala, compreendendo também a do Zohar, foi tão bem reconhecida na Espanha que Shem-Tob ben Joseph ibn Shem-Ṭob (falecido em 1430) atacou Maimônides do ponto de vista do Zohar. Moses Botarel tentou servir a cabala por suas alegadas descobertas de autores e obras fictícios; enquanto o autor pseudônimo de Ḳanah atacou o Talmudismo sob a cobertura da cabala por volta de 1415. Isaac Arama e Isaac Abravanel foram seguidores da cabala na segunda metade do século XV, mas sem contribuir com nada para o seu desenvolvimento. Nem o comentário cabalístico sobre o Pentateuco de Menahem Zioni b. Meïr contribuo com qualquer assunto novo para o sistema, embora seja o mais importante trabalho cabalístico do século XV. Judá Ḥayyaṭ e Abraham Saba são os únicos cabalistas notáveis do final daquele século.

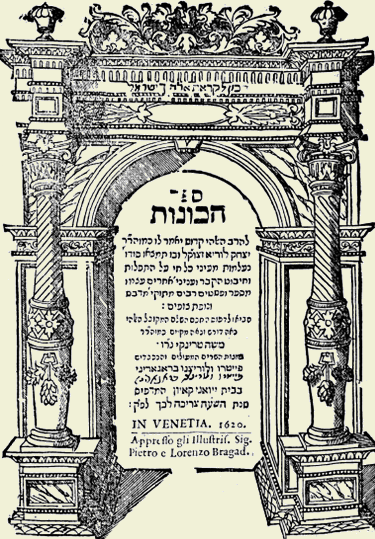
Ariz"l sefer hakavanot - Livro das intenções. 1.ª impressão

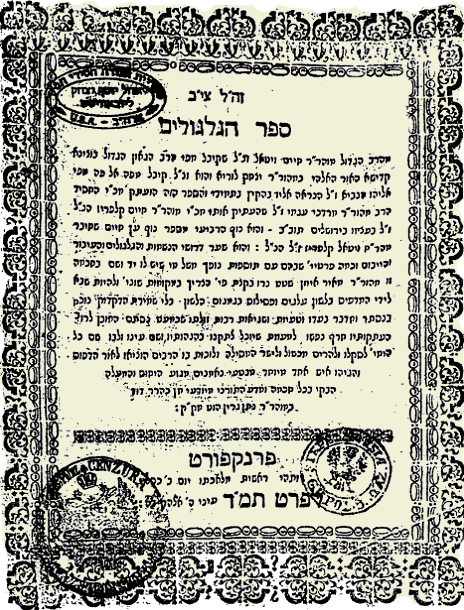
Ari shaar hagilgulim - Portão da Reencarnação

A feliz observação de Baur, de que uma grande crise nacional fornece um solo favorável ao misticismo entre as pessoas em questão, é exemplificada na história da cabala. A grande desgraça que se abateu sobre os judeus da península dos Pirenéus, no final do século XV, revitalizou a cabala. Entre os fugitivos que se estabeleceram na Palestina Meïr b. Ezequiel ibn Gabbai escreveu obras cabalísticas evidenciando uma visão aguda da cabala especulativa. Um cabalista siciliano, Joseph Saragoza, é considerado o professor de David ibn Zimra, que foi especialmente ativo no desenvolvimento da cabala no Egito. Solomon Molcho e Joseph della Reina (a história de sua vida é distorcida por muitas lendas) representam o misticismo revigorante.  A libertação do sofrimento nacional foi o objeto de sua busca, que eles pensaram efetuar por meio da cabala. Salomão Alḳabiẓ e José Caro, que gradualmente reuniram um grande círculo de sonhadores cabalísticos sobre eles, esforçaram-se para alcançar um estado de êxtase através do jejum, do choro e todo tipo de ascetismo rigoroso, através dos quais pensavam contemplar anjos e obter revelações celestes. Do número deles também estava Moisés Cordovero, corretamente designado como o último representante dos primeiros cabalistas, e, ao lado de Azriel, o mais importante pensador especulativo entre eles.

### Cabala de Luria
A moderna escola cabalística começa teoricamente e praticamente com Isaac Luria (1533–1572). Em primeiro lugar, sua doutrina da aparência, segundo a qual tudo o que existe é composto de substância e aparência, é mais importante, tornando a Cabala de Luria extremamente subjetiva, ensinando que não existe cognição objetiva.
As doutrinas teóricas da Cabala de Luria foram posteriormente retomadas pelas Ḥasidim e organizadas em um sistema. A influência de Luria foi evidenciada pela primeira vez em certos exercícios religiosos místicos e fantasiosos, por meio dos quais, afirmava ele, podia-se tornar mestre do mundo terrestre.

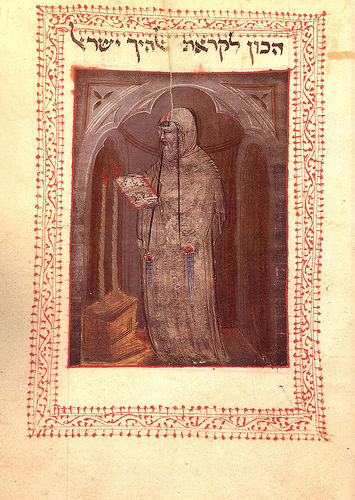
Abraham Abulafia

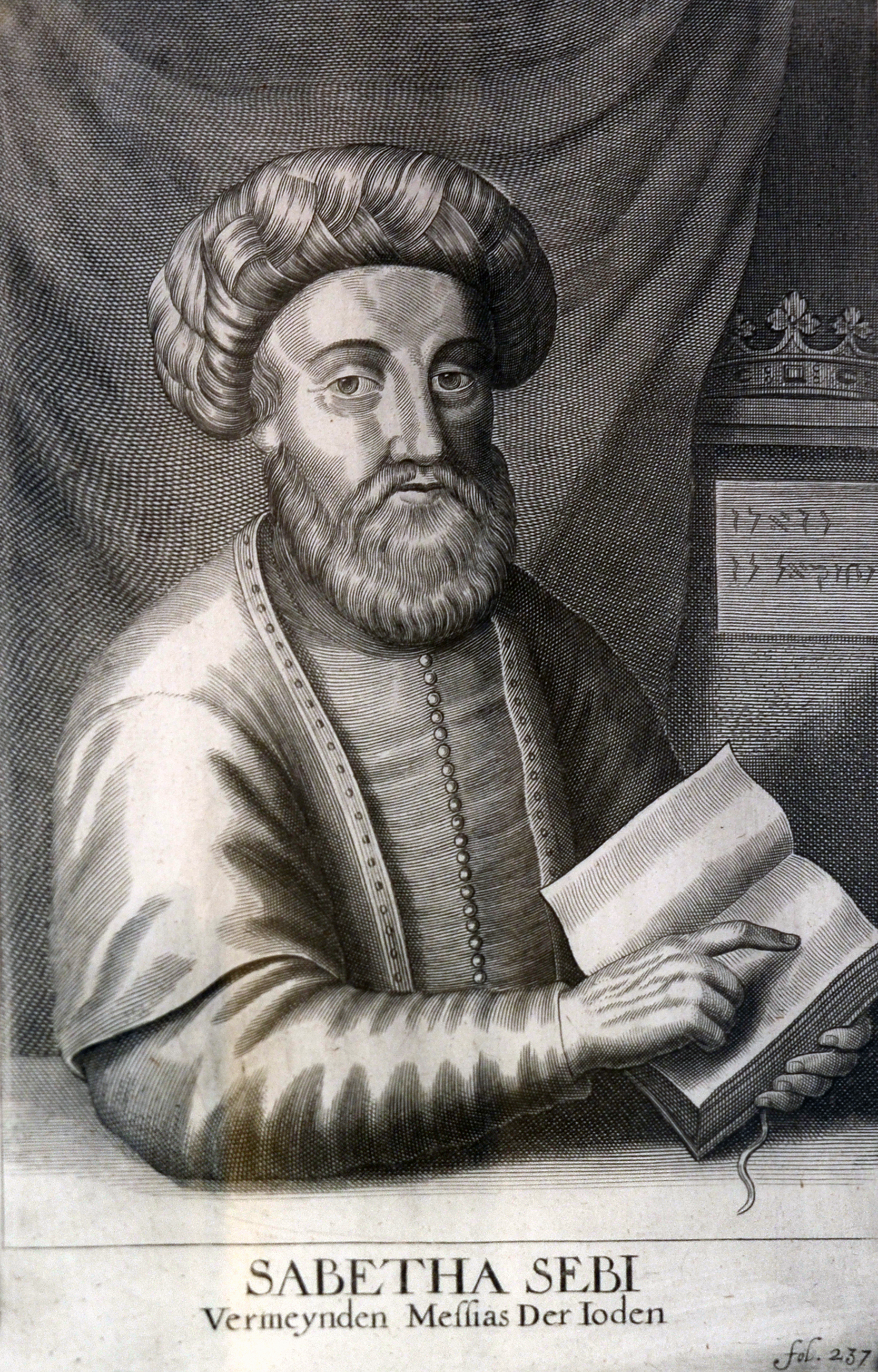
Shabbetai Zevi

A escrita de amuletos, a conjuração de demônios, o malabarismo místico com números e letras aumentaram à medida que a influência dessa escola se espalhava. Entre os alunos de Luria, Hayyim Vital e Israel Saruḳ merecem menção especial, sendo ambos muito ativos como professores e propagandistas da nova escola. Saruḳ conseguiu conquistar o rico Menahem Azariah de Fano. Assim, uma grande escola cabalística foi fundada no século XVI na Itália, onde até hoje os discípulos dispersos da cabala podem ser encontrados. Herrera, outro aluno de Saruḳ, tentou espalhar a cabala entre os cristãos por sua Introdução, escrita em espanhol. Moses Zacuto, discípulo de Spinoza, escreveu várias obras cabalísticas fortemente marcadas pelo ascetismo, que não foram sem influência sobre os judeus italianos.
Na Itália, no entanto, surgiram também os primeiros antagonistas da cabala, numa época em que ela parecia estar carregando tudo diante dela. Nada se sabe sobre o trabalho de Mordecai Corcos contra a cabala, uma obra que nunca foi impressa, devido à oposição dos rabinos italianos. A atitude vacilante de Joseph delMedigo em relação à cabala feriu em vez de ajudá-lo. Judah de Modena atacou implacavelmente em seu trabalho Sha'agat Aryeh (O Rugido do Leão); enquanto um defensor entusiasta e inteligente apareceu, um século depois, na pessoa de Moses Ḥayyim Luzzatto. Um século depois, Samuel David Luzzatto atacou a cabala com as armas da crítica moderna. Mas no Oriente a cabala de Luria permaneceu inalterada.

### No Oriente
Após a morte de Vital e do imigrante Shlumiel da Morávia, que por seus métodos um tanto vociferantes contribuíram muito para a difusão das doutrinas de Luria, foi especialmente Samuel Vital, filho de Ḥayyim Vital, juntamente com Jacob Ẓemaḥ, e Abraham Azulai, que se esforçou para espalhar o modo de vida (הנהנות) e as meditações místicas para a oração (כונות) defendidas por Luria. Banhos freqüentes (טבילות), vigílias em certas noites, bem como à meia-noite (ver Ḥaẓot), penitência pelos pecados e disciplinas similares, foram introduzidos por este crescimento posterior da escola de Luria.
Deve ser notado em seu favor que eles colocaram grande ênfase em uma vida pura, filantropia, amor fraternal para com todos e amizade. A crença de que tais ações apressariam o tempo messiânico cresceu até que se concretizasse na aparência de Shabbethai Ẓebi, por volta de 1665. O Shabbethaismo induziu muitos estudiosos a estudarem a cabala especulativa mais a fundo; e, de fato, a Nehemiah Shabbethaian Ḥayyun mostrou em seus trabalhos cabalísticos heréticos um conhecimento mais completo da cabala do que seus oponentes, os grandes talmudistas, que eram zelosos seguidores da cabala sem compreender seu lado especulativo. O Shabbethaismo, no entanto, não comprometeu a cabala aos olhos dos Judeus Orientais, a maioria dos quais até hoje a consideram santo e acredita nela.

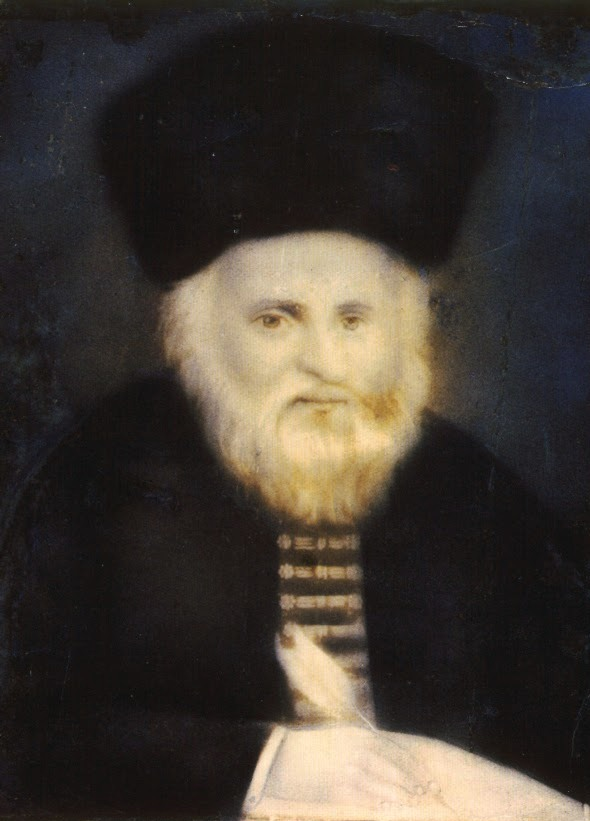
Vilna Gaon, Pintura de Vilna Gaon

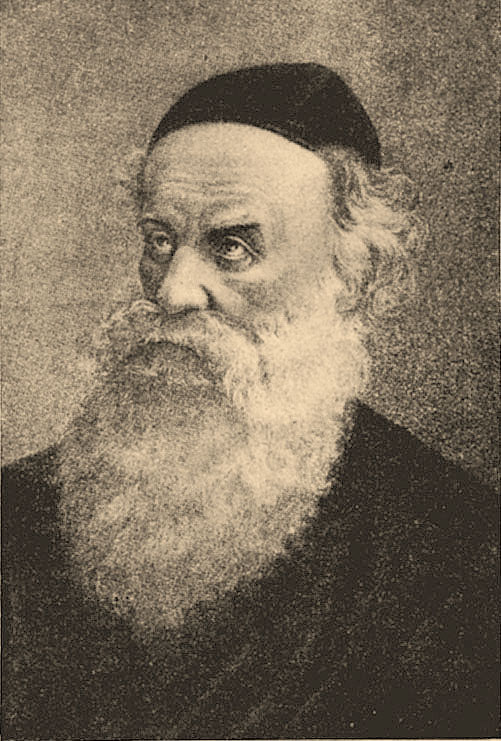
Shneur Zalman of Liadi - Ilustração de Brockhaus e Efron Jewish Encyclopedia

### Na Alemanha e na Polônia
Enquanto a cabala, em suas diferentes formas, se espalhava pelo leste e pelo oeste em poucos séculos, a Alemanha, que parecia um campo promissor para o misticismo no início do século XIII, logo foi deixada para trás. Não há literatura cabalística adequada entre os judeus alemães, além da escola de Eleazar de Worms. Lippman Mühlhausen, por volta de 1400, conhecia algumas características da cabala; mas não havia cabalistas reais na Alemanha até o século XVIII, quando acadêmicos poloneses invadiram o país. Na Polônia, a cabala foi estudada pela primeira vez no início do século XVI, mas não sem a oposição das autoridades talmúdicas, como, por exemplo, Salomão b. Jeiel Luria, que, ele mesmo um devoto discípulo da cabala, desejava ter seu estudo confinado a um pequeno círculo dos eleitos. Seu amigo Isserles dá provas de ampla leitura em literatura cabalística e de insight em sua parte especulativa; e o mesmo pode ser dito do pupilo de Isserles, Mordecai Jaffe. Mas talvez não seja um mero acaso que a primeira obra cabalística escrita na Polônia tenha sido composta por Mattathias Delacrut (1570), descendente do sul da Europa, como seu nome indica. Asher ou Anschel de Cracóvia, no início do século XVI, é nomeado como um grande cabalista, mas a natureza de sua doutrina não pode ser averiguada. No século XVII, no entanto, a cabala se espalhou por toda a Polônia, de modo que era considerado natural que todos os rabinos tivessem um treinamento cabalístico. Nathan Spiro, Isaiah Horowitz e Naftali b. Jacob Elhanan foi o principal contribuinte para a disseminação da cabala de Luria na Polônia e daí para a Alemanha.
No entanto, com exceção do trabalho de Horwitz Shene Luḥot ha-Berit (As Duas Tábuas da Aliança), dificilmente existe uma entre as muitas obras cabalísticas originárias da Polônia que se eleva de qualquer forma acima da mediocridade. No século seguinte, no entanto, algumas obras importantes apareceram na cabala de Eybeschütz e Emden, mas de diferentes pontos de vista. O primeiro contribuiu com um trabalho monumental para a cabala especulativa em seu Shem 'Olam (Nome eterno); este último tornou-se o pai da moderna crítica da cabala por seu penetrante escrutínio literário do Zohar.

### Ḥassidismo
A verdadeira continuação da cabala deve ser encontrada no ḥassidismo (ou chassidismo), que em suas diferentes formas inclui os lados místico e especulativo. Embora as doutrinas do ḤaBaD tenham mostrado que a cabala luriânica é algo mais do que uma brincadeira sem sentido com as letras, outras formas de ḥassidismo, também derivadas da cabala, representam o auge do discurso cantado e irracional.
Os ataques de Elias de Wilna ao ḥassidismo provocou principalmente nos círculos na Rússia e na Polônia que se opunham ao ḥassidismo também evitassem a cabala, como o domínio real dos Ḥassidim. Embora Elias, do próprio Wilna, fosse um seguidor da cabala, suas anotações ao Zohar e outros produtos cabalísticos mostram que ele negava a autoridade de muitas das obras dos escritores lurianicos: sua escola produzia apenas talmudistas, não cabalistas. Embora Nefesh ha-Ḥayyim (A Alma da Vida), o trabalho de seu discípulo Ḥayyim de Volozhin, tenha um colorido cabalístico, é principalmente ético em espírito. O aluno de Ḥayyim, Isaac Ḥaber, no entanto, evidencia em suas obras muito discernimento sobre a cabala mais antiga. Este último também escreveu uma defesa da cabala contra os ataques de Modena. Os círculos não-hassídicos da Rússia nos tempos modernos, embora eles mantenham a cabala em reverência, não a estudam.

### Tratamento crítico para a cabala
O tratamento crítico do Zohar, iniciado por Emden, foi continuado em meados do século XIX por um grande grupo de estudiosos modernos, e muito foi contribuído no decorrer do período seguinte para uma melhor compreensão da cabala, embora mais ainda permanece obscuro. Os nomes de Adolf Franck, M. H. Landauer, H. Joel, Jellinek, Steinschneider, Ignatz Stern e Solomon Munk, que abriram o caminho para o tratamento científico da cabala, podem ser notados. Muitas obscuridades provavelmente se tornarão claras assim que se souber mais sobre o gnosticismo em suas diferentes formas e sobre a teosofia oriental.

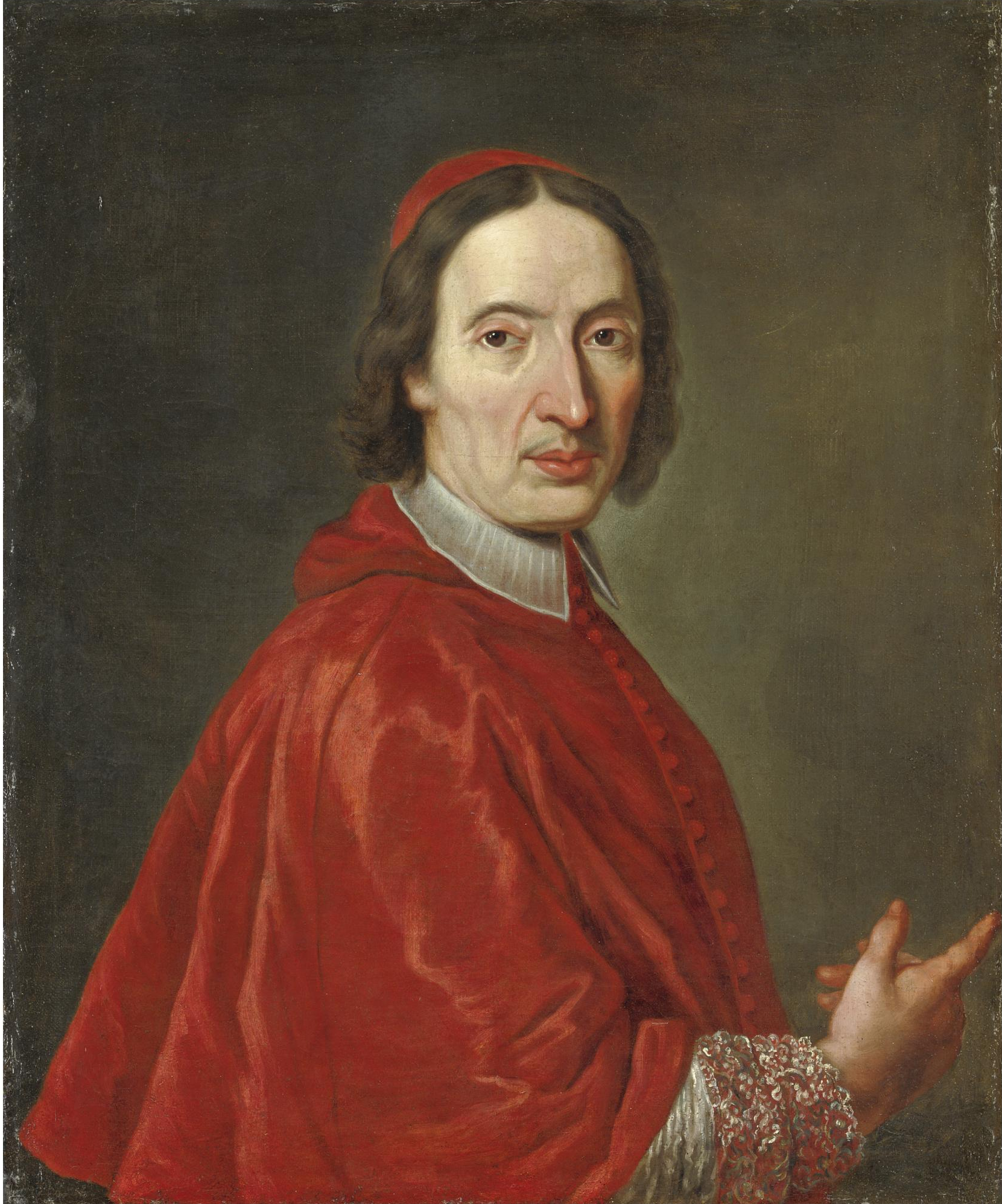
Retrato de Lodovico Pico della Mirandola

### A cabala no mundo cristão
Essa pesquisa histórica sobre o desenvolvimento da cabala não seria completa se nenhuma menção fosse feita à sua relação com o mundo cristão. O primeiro estudioso cristão que deu prova de sua familiaridade com a cabala foi Raymond Lulli (nascido em 1225, falecido em 30 de junho de 1315), chamado doctor illuminatus por causa de seu grande aprendizado. A cabala forneceu-lhe material para seu Ars Magna, por meio do qual ele pensou realizar uma revolução completa nos métodos de investigação científica, sendo seus meios nada mais do que misticismo de letras e números em suas diferentes variedades.
A identidade entre Deus e a natureza encontrada nas obras de Lulli mostra que ele também foi influenciado pela cabala especulativa. Mas foi Pico di Mirandola (1463–94) quem introduziu a cabala no mundo cristão. A cabala é, para ele, a soma das doutrinas religiosas reveladas dos judeus que não foram originalmente escritas, mas transmitidas pela tradição oral.
No caso de Esdras, eles foram escritosurante seu tempo, para que não se perdessem. Pico, é claro, afirma que a cabala contém todas as doutrinas do cristianismo, de modo que os judeus podem ser refutados por seus próprios livros. Ele, portanto, fez uso livre de ideias cabalísticas em sua filosofia, ou melhor, sua filosofia consiste em doutrinas cabalísticas neoplatônicas em trajes cristãos. Através de Reuchlin (1455–1522), a cabala tornou-se um fator importante na fermentação dos movimentos religiosos da época da Reforma.

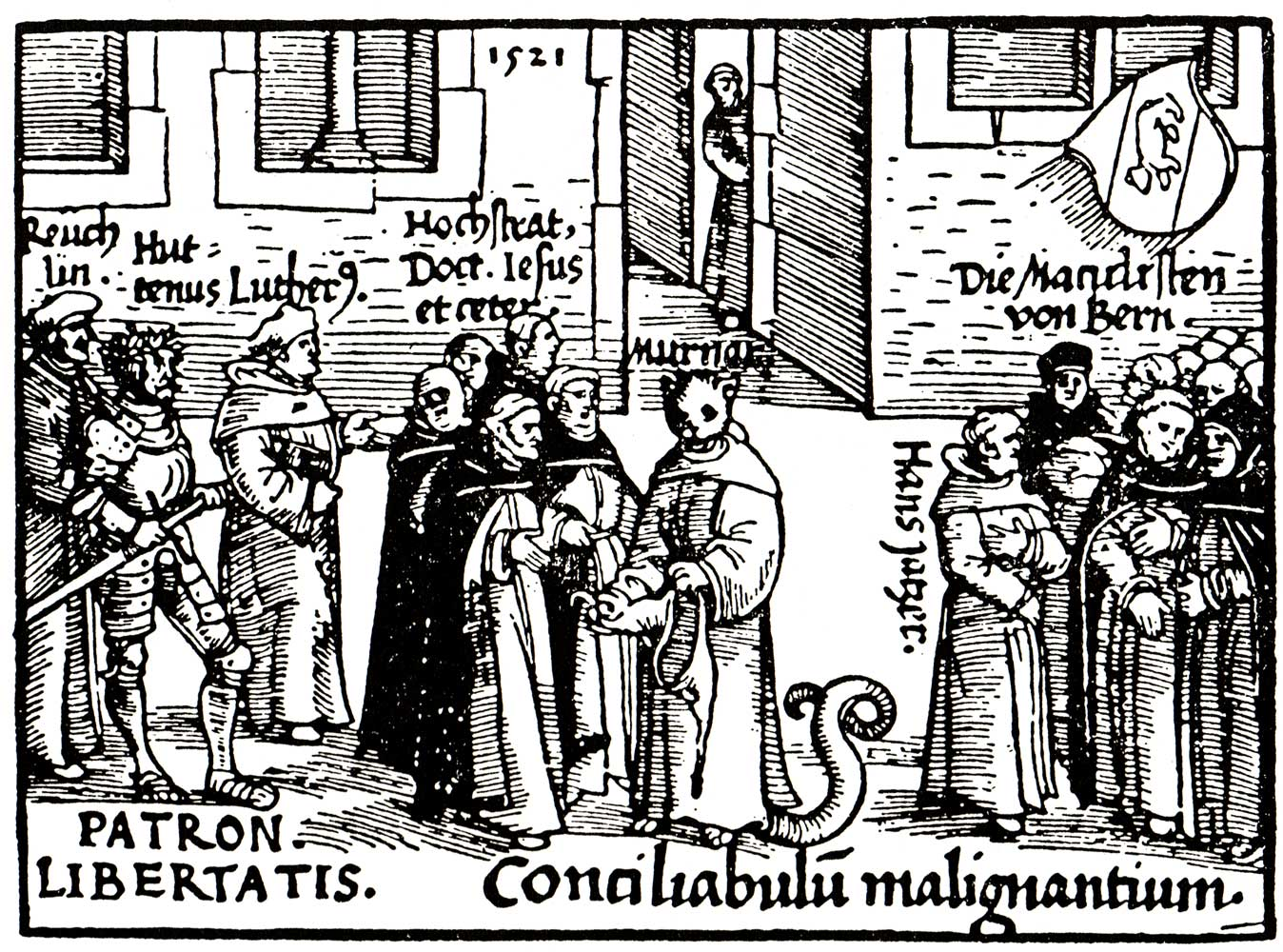
Reuchlin (esquerda), Hutten (meio) e Lutero (direita); de uma cópia de 1521

### Reuchlin
A aversão ao escolasticismo que aumentou especialmente nos países alemães encontrou um apoio positivo na cabala; pois aqueles que eram hostis ao escolasticismo poderiam confrontá-lo com outro sistema. O misticismo também esperava confirmar sua posição por meio da cabala e deixar os limites aos quais havia sido confinado pelo dogma eclesiástico. Reuchlin, o primeiro representante importante desse movimento na Alemanha, distinguiu entre doutrinas cabalísticas, arte cabalística e percepção cabalística.
Sua doutrina central, para ele, era a messianologia, em torno da qual todas as outras doutrinas se agrupavam. E como a doutrina cabalística se originou na revelação divina, a arte cabalística derivou imediatamente da iluminação divina. Por meio dessa iluminação, o homem é capaz de compreender o conteúdo da doutrina cabalística por meio da interpretação simbólica das letras, palavras e conteúdos das Escrituras; daí a cabala é uma teologia simbólica. Quem quer que se torne um adepto da arte cabalística e, assim, penetre nos segredos cabalísticos, deve ter iluminação e inspiração divinas. O cabalista deve, portanto, antes de tudo, purificar sua alma do pecado e ordenar sua vida de acordo com os preceitos da virtude e da moralidade.

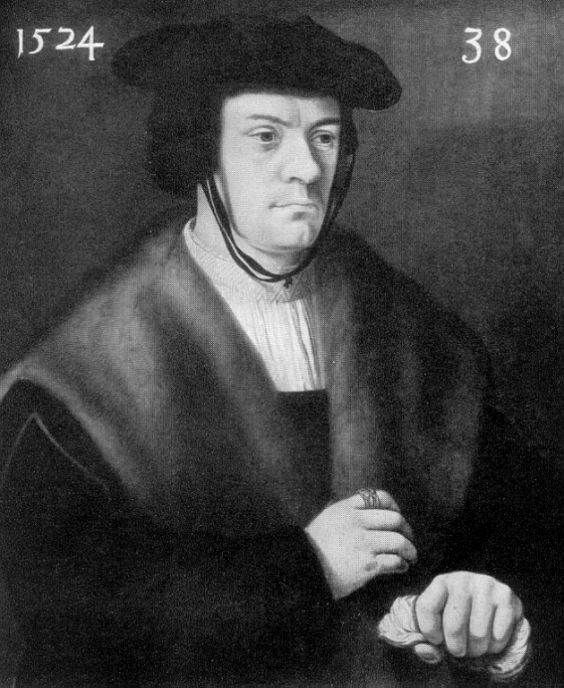
Agrippa von Nettesheim

Todo o sistema filosófico de Reuchlin, a doutrina de Deus, cognição, etc., é inteiramente cabalístico, como ele admite livremente. O contemporâneo de Reuchlin, Heinrich Cornelius Agrippa de Nettesheim (1487–1535), mantém as mesmas visões, com essa diferença, que presta atenção especial ao lado prático da cabala — a saber, a magia — que ele se esforça para desenvolver e explicar completamente.
Em seu principal trabalho, De Occulta Philosophia, Paris, 1528, ele lida principalmente com as doutrinas de Deus, as Sefirot (inteiramente à maneira dos cabalistas) e os três mundos. O último ponto nomeado, a divisão do universo em três mundos distintos:
1. o dos elementos;
2. o mundo celestial;
3. o mundo inteligível.

É a própria concepção de Agripa, mas moldada em padrões cabalísticos, pelos quais ele também tenta explicar o significado da magia. Esses mundos estão sempre intimamente conectados uns com os outros; o mais alto sempre influenciou o mais baixo, e este último, atraindo a influência do primeiro.

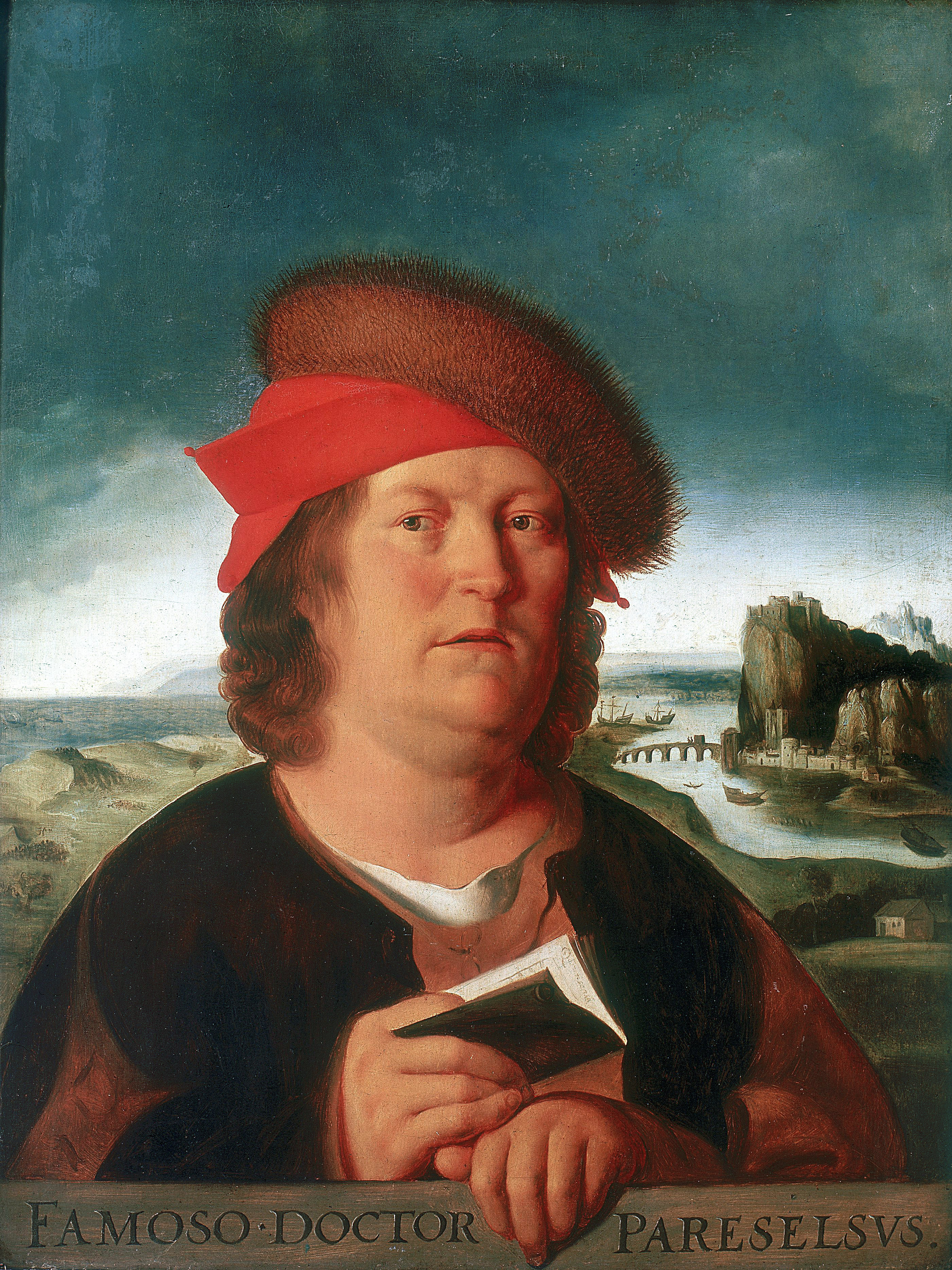
Paracelso

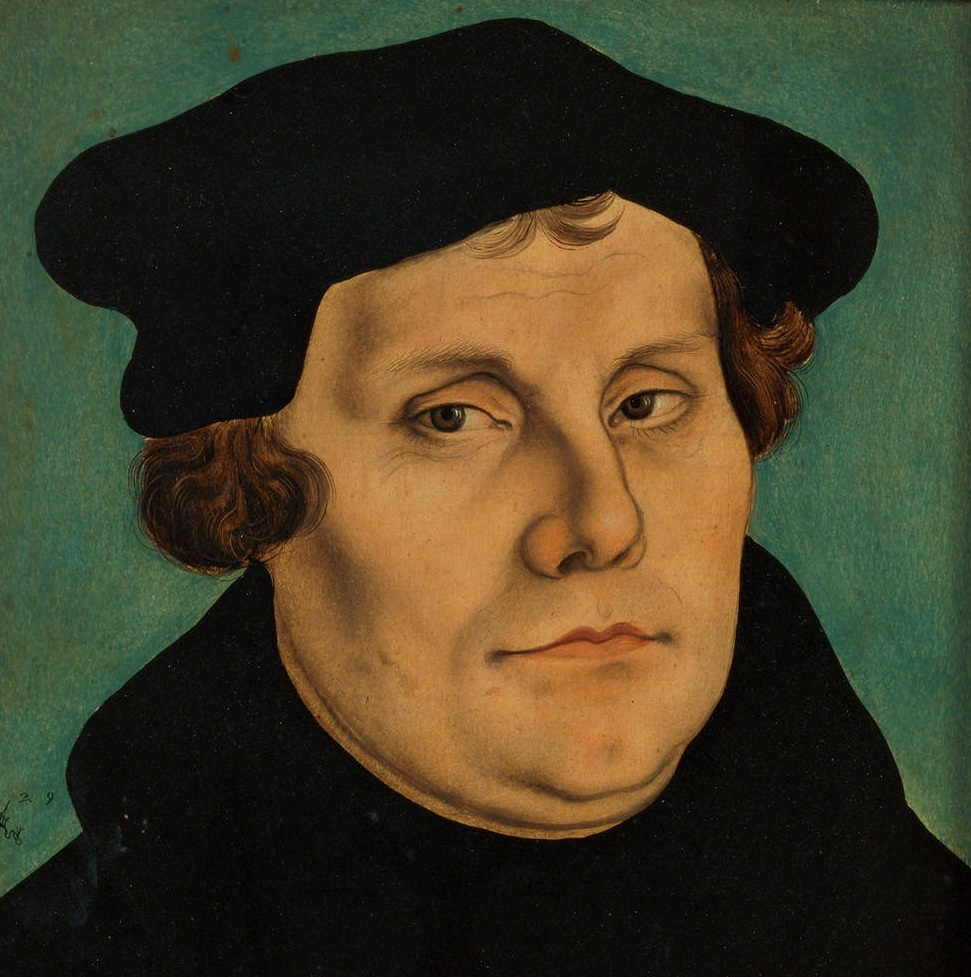
Martinho Lutero

### Filosofia natural
Menção também deve ser feita de Francisco Zorzi (1460–1540), cuja teosofia é cabalística, e que se refere ao Hebræi. Sua doutrina da alma tripla é especialmente característica, já que ele usa até mesmo os termos hebraicos Nefesh, Ruaḥ e Neshamá. A filosofia natural em combinação com a cabala cristã é encontrada nas obras do alemão Teofrasto Paracelso (1493–1541), do italiano Hieronymus Cardanus (1501–76), do holandês Johann Baptist von Helmont (1577–1644), e do inglês Robert Fludd (1574–1637). A ciência natural estava prestes a se livrar de seus panos-roupas—uma crise que não podia ser passada de um lado para o outro, mas exigia uma série de passos intermediários. Ainda não tendo atingido a independência e ligado mais ou menos a princípios puramente especulativos, buscava apoio na cabala, que gozava de um Grande reputação. Entre os representantes mencionados acima deste sincretismo peculiar, o inglês Fludd é especialmente notável por conta de seu conhecimento da cabala. Quase todas as suas ideias metafísicas são encontradas na Cabala Luriânica, que Isso pode ser explicado pelo fato de que ele formou conexões com os cabalistas judeus durante suas muitas viagens pela Alemanha, França e Itália.

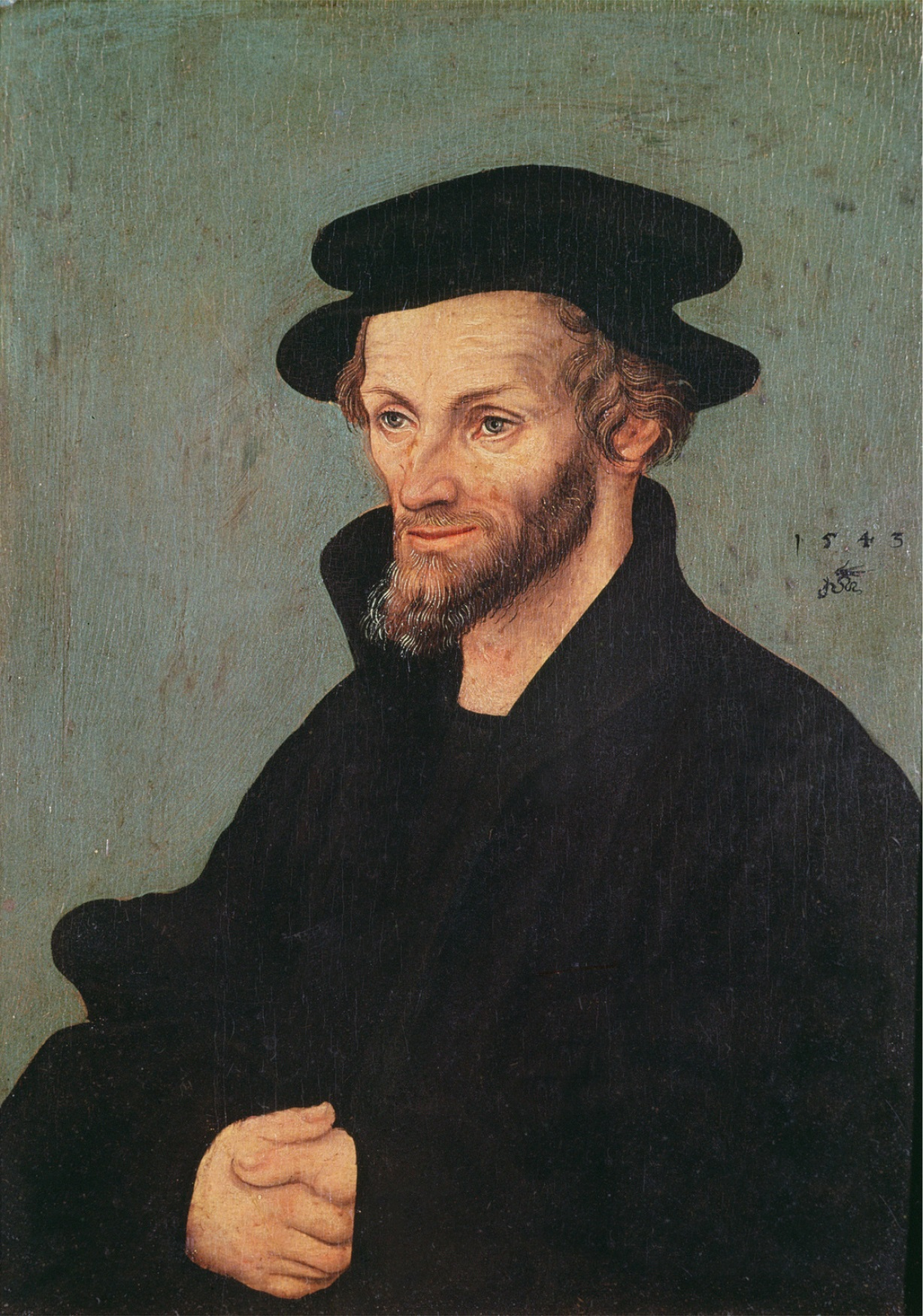
Philipp Melanchthon

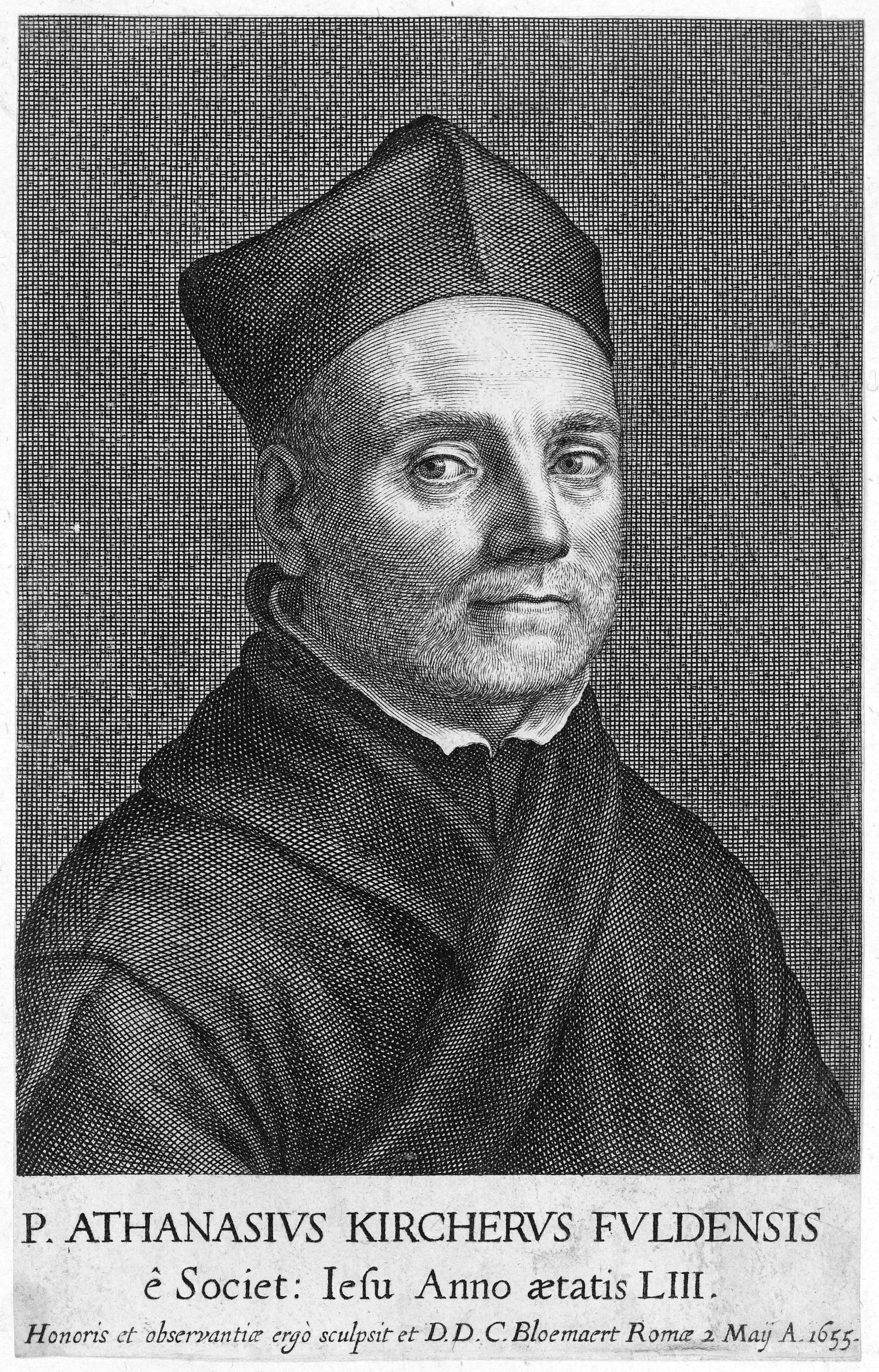
Athanasius Kircher

As ideias cabalísticas continuaram a exercer sua influência mesmo depois que uma grande parte do cristianismo rompeu com as tradições da Igreja. Muitas concepções derivadas da cabala podem ser encontradas na dogmática do protestantismo, como ensinado por seus primeiros representantes, Lutero e Melanchthon. Este é ainda mais o caso dos místicos alemães Valentin Weigel (1533–88) e Jacob Böhme (1575–1624). Apesar de não dever nada diretamente à literatura dos cabalistas, ideias cabalísticas permearam todo o período de tal modo que até mesmo homens de realizações literárias limitadas, como Böhme, por exemplo, não puderam permanecer sem influências.
Além desses pensadores cristãos, que adotaram as doutrinas da cabala e tentaram desenvolvê-las à sua maneira, Joseph de Voisin (1610–85), Atanásio Kircher (1602–84) e Barron Knorr von Rosenroth esforçaram-se para espalhar a cabala entre os cristãos, traduzindo obras cabalísticas, que eles consideravam como a sabedoria mais antiga. A maioria deles também tinha a ideia absurda de que a cabala continha provas da verdade do cristianismo. Nos tempos modernos, os estudiosos cristãos pouco contribuíram para a investigação científica da literatura cabalística. Molitor, Kleuker e Tholuk podem ser mencionados, embora seu tratamento crítico deixe muito a desejar.

## Ensinamentos
O nome cabala caracteriza os ensinamentos teosóficos de seus seguidores como uma antiga tradição sagrada, em vez de ser um produto da sabedoria humana. Essa afirmação, no entanto, não os impediu de diferirem entre si, mesmo em suas doutrinas mais importantes, cada um interpretando a tradição a seu modo. Uma revisão sistemática da cabala teria, portanto, que levar em conta essas numerosas interpretações diferentes.
Apenas um sistema pode, no entanto, ser considerado aqui; ou seja, aquilo que mais consistentemente levou a cabo as doutrinas básicas da cabala. Deixando de lado o Ḥasidismo, portanto, os sistemas Zoarístico interpretados por Moisés Cordovero e Isaac Luria, desenvolveram consistentemente estas doutrinas, e serão tratadas aqui como o sistema cabalístico por excelência. O valor literário e histórico de seus principais trabalhos será discutido em artigos especiais.
A cabala, pela qual a cabala especulativa (Aceitação Teórica - עיונית קבלה) é essencialmente, estava em sua origem meramente em um sistema de metafísica; mas no curso de seu desenvolvimento incluiu muitos dogmas de dogmática, adoração divina e ética. Ein Sof (Senhor - Deus), Malkut (O Reino), Beriá (Criação), A"K (Homem Primordial), Ruah HaQodex (Revelação), o Maxiah (O livrador - Salvador), lei (Torá), pecado (o outro lado), expiação (Tiqun), etc.—tais são os variados assuntos examinados e descritos.

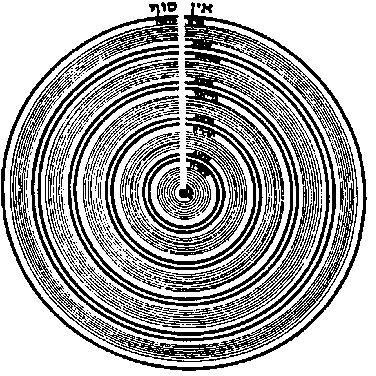
Ein-Sof

### Deus
A doutrina do Ein-Sof é o ponto de partida de toda especulação cabalística. Deus é o ser infinito e ilimitado, a quem ninguém pode nem pode atribuir quaisquer atributos; quem pode, portanto, ser designado apenas como Ein-Sof ("O inconcebível"). Portanto, a ideia de Deus pode ser postulada meramente negativamente: Sabe-se o que Deus não é, mas não o que Ele é.
Todas as atribuições positivas são finitas, ou, como Spinoza disse mais tarde, em harmonia com a cabala, omnis determinatio est negatio. Não se pode predicar de Deus vontade ou intenção ou palavra ou pensamento ou ação. Nem se pode atribuir a Ele qualquer mudança ou alteração; pois Ele não é nada que é finito: Ele é a negação de toda negação, o absolutamente infinito, o Ein-Sof.

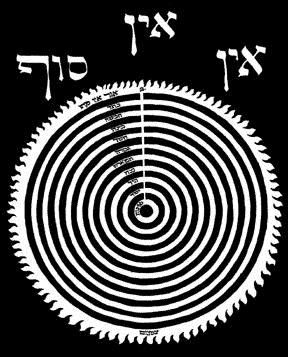
Emanações

#### Criação
Em conexão com essa ideia de Deus, surge a difícil questão da criação, o principal problema da cabala e um ponto muito discutido na filosofia religiosa judaica. Se Deus for o  Ein-Sof—isto é, se nada existe fora de Deus—então surge a pergunta. Como pode o universo ser explicado? Isso não pode ter sido preexistente como realidade ou como substância primordial; porque nada existe fora de Deus: a criação do mundo em um tempo definido pressupõe uma mudança de mentalidade da parte de Deus, levando-o da não-criação à criação. Mas uma mudança de qualquer tipo no Ein-Sof é, como foi dito, impensável; e ainda mais impensável é uma mudança de opinião de Sua parte, que poderia ter ocorrido apenas por causa de razões recém-desenvolvidas ou reconhecidas que influenciam Sua vontade, uma situação impossível no caso de Deus. Esta, no entanto, não é a única questão a ser respondida, a fim de compreender a relação entre Deus e o mundo. Deus, como um ser infinito, eterno e necessário, deve, claro, ser puramente espiritual, simples, elementar. Como foi possível, então, que Ele criou o mundo corpóreo e composto sem ser afetado por entrar em contato com ele?
Além dessas duas questões sobre a criação e um mundo corpóreo, a ideia do governo divino do mundo, a Providência, é incompreensível. A ordem e a lei observáveis no mundo pressupõem um governo divino consciente. A ideia da Providência pressupõe um conhecedor; e um conhecedor pressupõe uma conexão entre o conhecido e o conhecedor. Mas que conexão pode haver entre a espiritualidade absoluta e a simplicidade de um lado, e os objetos materiais e compostos do mundo do outro?

#### Mundo
Não menos intrigante que a Providência é a existência do mal no mundo, que, como tudo o mais, existe através de Deus. Como Deus, que é absolutamente perfeito, pode ser a causa do mal? A cabala esforça-se por responder a todas estas questões pela seguinte suposição:

#### Desejo primordial
Aristóteles, que é seguido pelos filósofos árabes e judeus, ensinou, que em Deus, pensador, pensamento e objeto estão absolutamente unidos. Os cabalistas adotaram esse dogma filosófico em todo o seu significado, e até deram um passo adiante ao postular uma diferença essencial entre o modo de pensar de Deus e o do homem. Com o homem, o objeto pensado permanece abstrato, uma mera forma do objeto, que tem apenas uma existência subjetiva na mente do homem, e não uma existência objetiva fora dele. O pensamento de Deus, por outro lado, assume ao mesmo tempo uma existência espiritual concreta. A mera forma é ao mesmo tempo uma substância, puramente espiritual, simples e não confinada, é claro, mas ainda concreta; já que a diferença entre sujeito e objeto não se aplica à Primeira Causa, e nenhuma abstração pode ser assumida. Esta substância é o primeiro produto da Primeira Causa, emanando imediatamente da Sabedoria, que é idêntica a Deus, sendo Seu pensamento; daí, como a Sabedoria, é eterna, inferior a ela apenas em grau, mas não no tempo; e através dela, a vontade primordial (רצון הקדום), tudo foi produzido e tudo está continuamente organizado. O Zohar expressa esse pensamento à sua própria maneira, nas palavras: Venha e veja! O pensamento é o começo de tudo o que existe; mas, como tal, está contido em si mesmo e é desconhecido [...] O verdadeiro pensamento [divino] está conectado com אין [o Nada; no Zohar אין = Ein-Sof], e nunca se separa dele. Este é o significado das palavras (Zac. Xiv. 9) Deus é um, e Seu nome é um.

#### Sua sabedoria
O Zohar, como pode ser visto aqui, usa a expressão pensamento onde outros cabalistas usam vontade primal; mas a diferença de terminologia não implica uma diferença de concepção. A designação vontade destina-se a expressar aqui apenas uma negação; a saber, que o universo não foi produzido involuntariamente pela Primeira Causa, como alguns filósofos sustentam, mas pela intenção—ou seja, a sabedoria—da Primeira Causa. A primeira causa existente, necessária e eterna, é, como sua definição Ein-Sof indica, a mais completa, infinita, abrangente e sempre pensante Sabedoria. Mas nem pode ser abordado em discussão. O objeto de seu pensamento, que também é eterno e identificado com ele, é, por assim dizer, o plano do universo, em toda a sua existência e sua duração no espaço e no tempo. Ou seja, este plano contém não apenas o esboço da construção do mundo intelectual e material, mas também a determinação do tempo de sua existência, dos poderes que operam para esse fim; da ordem e regulação de acordo com as normas fixas dos eventos sucessivos, vicissitudes, desvios, origens e extinções a ter lugar nele. A cabala procurou responder às questões acima mencionadas sobre a criação e Providência, assim, postulando uma vontade primordial. A criação do mundo não ocasionou mudança na Primeira Causa; pois a transição da potencialidade para a realidade já estava contida na vontade primal.

#### Providência
A vontade primordial contém assim dentro de si o plano do universo em toda sua infinidade de espaço e tempo, sendo por essa razão eo ipso a Providência, e é onisciente em relação a todos os seus inumeráveis detalhes. Embora a Primeira Causa seja a única fonte de todo conhecimento, esse conhecimento é apenas da natureza mais geral e simples. A onisciência da Primeira Causa não limita a liberdade do homem porque não se ocupa de detalhes; a onisciência da vontade primal, novamente, é apenas de caráter hipotético e condicional e deixa rédea solta à vontade humana.
O ato de criação foi assim trazido por meio da Vontade Primordial, também chamada de Luz Infinita. (אור אין סוף). Mas a questão ainda permanece sem resposta: Como é possível que, daquilo que é absoluto, simples e indeterminado—sendo idêntico à primeira causa—ou seja, a vontade primordial—devem surgir seres compostos, determinados, como os que existem no universo? Os cabalistas se esforçam para explicar a transição do infinito para o finito pela teoria do Ẓimẓum; isto é, contração. O fenômeno, que aparece, é uma limitação do que é originalmente infinito e, portanto, em si invisível e imperceptível, porque o indefinido é insensível ao tato e à visão. O Ein-Sof, diz a cabala, se contraiu a fim de deixar um espaço vazio no mundo. Em outras palavras, a totalidade infinita tinha que se tornar múltipla para aparecer e tornar-se visível em coisas definidas. O poder de Deus é ilimitado: não se limita ao infinito, mas inclui também o finito. Ou, como os últimos cabalistas dizem, o plano do mundo está dentro da Primeira Causa; mas a ideia do mundo inclui o fenômeno, que deve, portanto, ser possível. Este poder contido na Primeira Causa que os cabalistas chamam de a linha (קו - Kav; Qav); ele percorre todo o universo e lhe dá forma e existência.

#### Identidade da substância e forma
Mas outro perigo surge aqui. Se Deus é imanente no universo, os objetos individuais—ou, como Spinoza os denomina, os modos—podem facilmente ser considerados como parte da substância.
Para resolver essa dificuldade, os cabalistas apontam, em primeiro lugar, que se percebe nas coisas acidentais do universo não apenas sua existência, mas também uma vida orgânica, que é a unidade na pluralidade, o objetivo geral e fim das coisas individuais que existem apenas para seus objetivos e fins individuais. Essa interconexão apropriada das coisas, harmonizando-se com a suprema sabedoria, não é inerente às coisas em si, mas só pode se originar na perfeita sabedoria de Deus.
Daqui segue a estreita conexão entre o infinito e o finito, o espiritual e o corpóreo, sendo este último contido no primeiro. De acordo com essa suposição, seria justificável deduzir o espiritual e infinito do corpóreo e finito, que se relacionam entre si como o protótipo de sua cópia. Sabe-se que tudo o que é finito consiste em substância e forma; portanto, conclui-se que o Ser Infinito também tem uma forma em absoluta unidade com ele, que é infinita, seguramente espiritual e geral.
Embora não se possa conceber qualquer concepção da Ein-Sof, a substância pura, ainda se pode tirar conclusões do Ohr Ein-Sof (A Luz Infinita), que em parte pode ser conhecida pelo pensamento racional; isto é, a partir da aparência da substância, pode-se inferir sua natureza. A aparência de Deus é, naturalmente, diferenciada de todas as outras coisas; pois, enquanto tudo mais pode ser reconhecido apenas como um fenômeno, Deus pode ser concebido como real sem fenômeno, mas o fenômeno não pode ser concebido sem Ele. Embora se deva admitir que a Primeira Causa é inteiramente incognoscível, a definição dela inclui a admissão de que contém em si toda a realidade, já que sem ela não seria a Primeira Causa geral. O infinito transcende o finito, mas não o exclui, porque o conceito de infinito e ilimitado não pode ser combinado com o conceito de exclusão. O finito, além disso, não pode existir se excluído, porque não tem existência própria. O fato de o finito estar enraizado no infinito constitui o começo do fenômeno que os cabalistas designam como a luz no teste da criação (אור בבחינת בריאה), indicando assim que ele não constitui ou completou a natureza de Deus, mas é meramente um reflexo disso. A Causa Primeira, para corresponder ao seu conceito como contendo todas as realidades, mesmo aquelas que são finitas, por assim dizer, se retiraram em sua própria natureza, foram limitadas e ocultas, de modo que o fenômeno pode se tornar possível, ou de acordo com a terminologia cabalística, que a primeira concentração (צמצום הראשון - Tzimtzum Alef) pode ocorrer. Essa concentração, no entanto, não representa a transição da potencialidade para a atualidade, do infinito para o finito; porque aconteceu dentro do próprio infinito para produzir a luz infinita. Essa concentração também é descrita como clivagem (בקיעה), o que significa que não a mudança realmente ocorreu dentro do infinito, assim como podemos olhar para um objeto através de uma fissura em sua superfície, enquanto nenhuma mudança ocorreu dentro do próprio objeto. É somente após a luz infinita ter sido produzida por essa concentração, ou seja,—após a Primeira Causa se tornar um fenômeno,— que um começo é feito para a transição para o finito e determinado, que é então trazido por uma segunda concentração (Tzimtzum Bet).

#### Concentração
O finito em si não tem existência, e o infinito como tal não pode ser percebido: somente através da luz do infinito — o finito aparece como existente; assim como em virtude do finito, o infinito torna-se perceptível. Assim, a cabala ensina que a luz infinita se contraiu e retirou seu infinito para que o finito pudesse se tornar existente; ou, em outras palavras, o infinito aparece como a soma de coisas finitas. A primeira e a segunda concentração ocorrem apenas dentro dos limites do mero ser; e para que as realidades infinitas, que formam uma unidade absoluta, possam aparecer em sua diversidade, devem-se conceber ferramentas ou formas dinâmicas, que produzam as gradações e diferenças e as qualidades essenciais distintivas das coisas finitas.

Árvore da vida com as 10 Sephiroth e os 22 caracteres hebraicos conforme são apresentados no Sefer Yetzirah (Livro de Formação). As diferentes cores das linhas representam os três grupos de caracteres: vermelho as 3 letras "mãe" azul as 7 letras "duplas" verde as 12 letras "simples"

#### As Sefirot
Isso leva à doutrina das Sefirot, que é talvez a mais importante doutrina da cabala. Não obstante a sua importância, é apresentado de forma muito diferente em diferentes trabalhos. Enquanto alguns cabalistas consideram as Sefirot como idênticas, em sua totalidade, com o Ser Divino — isto é, cada Sefirá (sing. de Sefirot) representando apenas uma visão diferente do infinito, que é compreendida desta maneira — os outros olham para as Sefirot meramente como ferramentas do poder Divino, criaturas superiores, que são, no entanto, totalmente diferentes do Ser Primevo. A seguinte definição das Sefirot, de acordo com Cordovero e Luria, pode, entretanto, ser considerada como logicamente correta:
- Deus é imanente nas Sefirot, mas Ele é mais do que pode ser percebido nessas formas de ideia e de ser.

Assim como, de acordo com Spinoza, a substância primordial tem atributos infinitos, mas se manifesta apenas em dois deles—ou seja, extensão e pensamento—assim também é, de acordo com a concepção da cabala, a relação das Sefirot com a Ein-Sof. As próprias Sefirot, em e através das quais todas as mudanças ocorrem no universo, são compostas na medida em que duas naturezas podem ser distinguidas nelas; nomeadamente:
1. 'que em e através do qual todas as mudanças ocorrem,
2. 'aquilo que é imutável, a luz ou o poder Divino.

Os cabalistas chamam estas duas naturezas diferentes das Sefirot de Luz (Ohr) e Vasos (Kelim, sing. Kli). Pois, como os vasos de cores diferentes refletem a luz do sol de maneira diferente, sem produzir nenhuma mudança, a luz divina manifestada nas Sefirot não é modificada por suas diferenças aparentes.
A primeira Sefirá, Keter (כתר, "coroa"; ou מעלה רום, "altura exaltada"), é idêntica à vontade primordial (רצון הקדום) de Deus, e é diferenciada do Ein-Sof, como explicado acima, apenas como sendo o primeiro efeito, enquanto o Ein-Sof é a primeira causa. Esta primeira Sefirá continha em si o plano do universo em toda a sua infinitude de tempo e espaço. Muitos cabalistas, portanto, não incluem o Keter entre os Sefirot, pois não é uma emanação real do Ein-Sof; mas a maioria deles coloca na Resh (ראש - cabeça) das Sefirot. Deste Keter, que é uma unidade absoluta, diferenciada de tudo o que é múltiplo e de toda unidade relativa, procedem dois princípios paralelos que aparentemente são opostos, mas na realidade são inseparáveis: o masculino, ativo, chamado Ḥokmá (חכמה, "sabedoria"); o outro feminino, passivo, chamado Biná (בינה, "intelecto"). A união de Ḥokmá e Biná produz Da'at (דעת, "razão"), isto é, o contraste entre subjetividade e objetividade encontra sua solução na razão, pela qual a cognição ou o conhecimento se tornam possíveis. Aqueles cabalistas que não incluem Keter entre os Sefirot, tomam Da'at como a terceira Sefirá; mas a maioria considera apenas como uma combinação de Ḥokmá e Biná e não como uma Sefirá independente.

##### As primeiras três Sefirot
Keter, Ḥokmá e Biná, formam uma unidade entre si, isto é, o conhecimento, o conhecedor e o conhecido são em Deus idênticos, assim, o mundo é apenas a expressão das ideias ou das formas absolutas de inteligência. E sendo assim, a identidade do pensamento e do ser, ou do real e ideal, é ensinada na cabala da mesma maneira que em Hegel.
O pensamento em sua tripla manifestação novamente produz princípios contrastantes, ou seja, Ḥesed (חסד, "misericórdia"), o princípio ativo masculino, e Din (דינ, "justiça"), o feminino, princípio passivo, também chamado Paḥad (פחד, "espanto") e Guevurá (גבורה, "força"), que combinar em um princípio comum, Tiferet (תפארת, "beleza"). Os conceitos de justiça e misericórdia, no entanto, não devem ser tomados em seu sentido literal, mas como designações simbólicas para expansão e contração da vontade; a soma de ambos, a ordem moral, aparece como beleza.
A última trindade das Sefirot representa a natureza dinâmica, a saber, o masculino Neẓaḥ (נצח, "triunfo"); e o feminino Hod (הוד, "glória"); o primeiro significa aumento, e o segundo, pela força da qual procedem todas as forças produzidas no universo. Neẓaḥ e Hod se unem para produzir Yesod (יסוד, "fundação"), o elemento reprodutivo, a raiz de toda a existência.
Essas três trinidades das Sefirot são também designadas da seguinte maneira:
- As três primeiras Sefirot formam o mundo inteligível (עולם מושכל ou עולם השכל, como Azriel [l.c. p. 3b] o chama, correspondendo aos κόσμο1ς νοητός dos neoplatônicos), representando, como vimos, a identidade absoluta de ser e pensar.
- A segunda tríade das Sefirot é de caráter moral; daí Azriel (l.c.) chama isso de mundo da alma e, posteriormente, cabalistas עולם מורגש (o mundo sensível); enquanto a terceira tríade constitui o mundo natural (עולם הטבע, ou, como em Azriel [l.c.], עולם הגוף, na terminologia de Spinoza natura naturata).
- A décima Sefirá é Malkut (מלכות, "domínio"), aquela em que a vontade, o plano e as forças ativas se manifestam, a soma da atividade permanente e imanente de todas as Sefirot.

As Sefirot, em sua primeira aparição, ainda não são as ferramentas dinâmicas propriamente ditas, construindo e regulando o mundo dos fenômenos, mas meramente os protótipos delas.

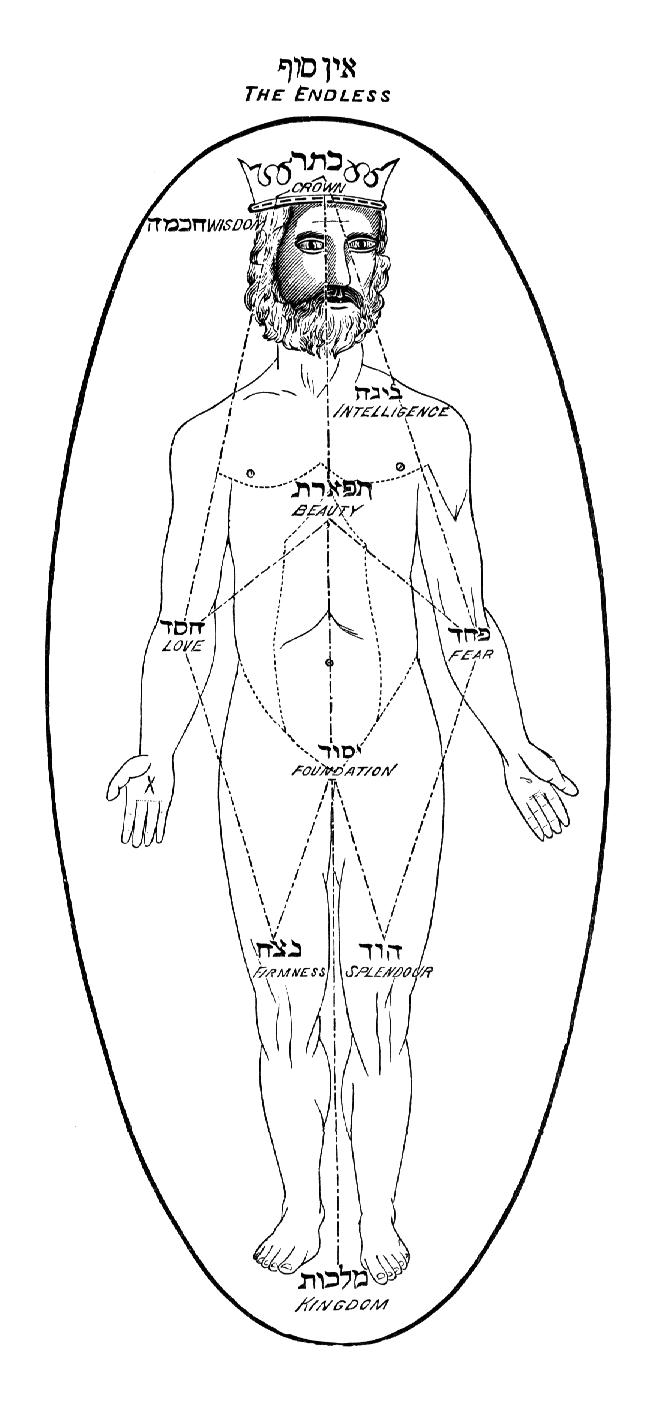
Adam Kadmon

#### Os quatro mundos
Em seu próprio reino, chamado עולם האצילות (reino da emanação; ver: Aẓilut), ou às vezes Adam Kadmon, porque a figura do homem é empregada na representação simbólica das Sefirot, as Sefirot são concebidas meramente como condições do finito que é ser ; pois sua atividade só começa nos outros chamados três mundos;
1. o mundo das ideias criativas (עולם הבריאה),
2. o mundo das formações criativas (עולם היצירה)
3. o mundo da matéria criativa (עולם העשיה).

A descrição mais antiga desses quatro mundos é encontrada no Masseket Aẓilut. O primeiro mundo Asiyyático contém as Sefirot (כבור nesta passagem = ספירות, como Azriel, lc. 5a, diz), e no mundo Beriático (בריאה) estão as almas do piedoso, do trono divino e dos salões divinos. O mundo Yeẓirático (יצירה) é a sede das dez classes de anjos com seus chefes, presididos por Meṭaṭron, que foi transformado em fogo; e há também os espíritos dos homens. No mundo 'Asiyyático (עשיה) estão os Eofanim, os anjos que recebem as orações e controlam as ações dos homens, e fazem guerra contra o mal ou Samael. Embora não haja dúvida de que esses quatro mundos foram originalmente concebidos como reais, ocasionando as muitas descrições fantásticas deles na cabala antiga, eles foram subsequentemente interpretados como sendo puramente idealistas.
A cabala posterior assume três poderes na natureza, o mecânico, o orgânico e o teleológico, que são conectados como resultado de uma ideia principal geral, independente, puramente espiritual. Eles são simbolizados pelos quatro mundos. O mundo corpóreo (עולם העשיה) é percebido como um mundo submetido a mecanismos. Como isso não pode ser derivado de um corpo ou corporalidade, a cabala tenta encontrar a base para isso no não-corpóreo; pois até mesmo o mundo Asiyyático tem suas Sefirot; isto é, poderes não corporais que estão intimamente relacionados com as mônadas de Leibnitz.
Essa suposição, no entanto, explica apenas a natureza inorgânica; enquanto corpos orgânicos, formadores e em desenvolvimento devem proceder de um poder que opera de dentro e não de fora. Esses poderes internos que formam o organismo a partir de dentro representam o mundo Yeẓirático, o reino da criação. Como não se encontra na natureza atividade meramente, mas também atividade sábia, os cabalistas chamam essa inteligência que manifesta na natureza o reino das ideias criativas.
Como, no entanto, as ideias inteligentes que se manifestam na natureza provêm de verdades eternas que são independentes da natureza existente, deve necessariamente existir o domínio dessas verdades eternas, o mundo aludido. Assim, os diferentes mundos são essencialmente um, relacionados uns aos outros como protótipo e cópia. Tudo o que está contido no mundo inferior é encontrado em forma arquetípica superior no mundo superior seguinte. Assim, o universo forma um grande todo unificado, um ser vivo e indiviso, que consiste em três partes que se envolvem sucessivamente; e sobre eles sobe, como o mais alto selo arquetípico, o mundo de Aẓilut.

#### Homem
A psicologia da cabala está intimamente ligada às suas doutrinas metafísicas. Como no Talmude, assim também na cabala o homem é representado como a soma e o produto mais elevado da criação. Os próprios órgãos de seu corpo são construídos de acordo com os mistérios da mais alta sabedoria: mas o próprio homem é a alma; pois o corpo é apenas a vestimenta, a cobertura na qual o verdadeiro homem interior aparece. A alma é tripla, sendo composta de Nefesh, Ruaḥ e Neshamá; Nefesh (נפש - mente) corresponde ao mundo Asiyyático, Ruaḥ (רוח - inspiração) ao Yeẓirático, e Neshamá (נשמה) ao Beriático. Nefesh é o princípio animal e sensível do homem, como tal, está em contato imediato com o corpo. Ruaḥ representa a natureza moral; sendo a sede do bem e do mal, dos desejos bons e maus, conforme se volta para Neshamá ou Nefesh. Neshamá é inteligência pura, espírito puro, incapaz do bem ou do mal: é pura luz divina, o clímax da vida da alma. A gênese desses três poderes da alma é obviamente diferente. Neshamá procede diretamente da Sabedoria Divina, Ruaḥ da Sefirá Tiferet (Beleza) e Nefesh da Sefirá Malkut ("domínio"). Além dessa trindade da alma, há também o princípio individual Yehidá (יחודה); isto é, a ideia do corpo com os traços pertencentes a cada pessoa individualmente e o espírito de vida que tem sua sede no coração.
Mas como esses dois últimos elementos não fazem mais parte da natureza espiritual do homem (Neshamá e Yehidá), eles não estão incluídos nas divisões da alma. Os cabalistas explicam a conexão entre alma e corpo da seguinte forma:
Todas as almas existem antes da formação do corpo no mundo supra-sensível (compare a preexistência), sendo unidas no decorrer do tempo com seus respectivos corpos. A descida da alma ao corpo é necessária pela natureza finita da primeira: ela está unida ao corpo para tomar parte no universo, contemplar o espetáculo da criação, tornar-se consciente de si mesma e de sua origem, e, finalmente, retornar, após ter completado suas tarefas na vida, à fonte inesgotável de luz e vida—Deus.

#### Imortalidade
Enquanto Neshamá ascende a Deus, Ruaḥ entra no Éden para desfrutar dos prazeres do paraíso, e Nefesh permanece em paz na terra. Esta declaração, no entanto, se aplica apenas aos justos. Na morte dos ímpios, Neshamá, estando manchada de pecados, encontra obstáculos que dificultam o retorno à sua fonte; e até que ele retorne, Ruaḥ não pode entrar no Éden, e Nefesh não encontra paz na terra.
Intimamente conectado com essa visão está a doutrina da transmigração da alma, sobre a qual a cabala dá grande ênfase. Para que a alma possa retornar à sua fonte, ela deve previamente ter atingido o pleno desenvolvimento de todas as suas perfeições na vida terrestre. Se não cumpriu essa condição no curso de uma vida, ela deve recomeçar em outro corpo, continuando até completar sua tarefa.
A Cabala Luriânica acrescentou à metempsicose própria a teoria da impregnação (עבור - Ibur) das almas; isto é, se duas almas não se sentem iguais às suas tarefas, Deus une ambas em um só corpo, para que possam apoiar e completar cada uma delas, como, por exemplo, um homem coxo e um cego. Se uma das duas almas precisa de ajuda, a outra se torna, por assim dizer, sua mãe, carregando-a em seu colo e alimentando-a com sua própria substância.

#### Amor, a maior relação com Deus
No que diz respeito à relação adequada da alma com Deus, como o objeto final de seu ser, os cabalistas distinguem, tanto na cognição como na vontade, uma dupla gradação nisso. Quanto à vontade, podemos temer a Deus e também amá-lo. O medo é justificado, pois leva ao amor. No amor é encontrado o segredo da unidade divina: é o amor que une os estágios superior e inferior, e isso eleva tudo ao estágio em que todos devem ser um.
Da mesma forma, o conhecimento humano pode ser refletido ou intuitivo, sendo este último novamente evidentemente o mais elevado. A alma deve elevar-se a esses planos superiores de conhecimento e vontade, para a contemplação e o amor de Deus; e desta forma retorna à sua fonte.
A além vida é uma vida de completa contemplação e completo amor. A relação entre a alma e Deus é representada na linguagem figurativa da Cabala Zoarística como segue: A alma, Neshamá [que procede da Sefirá Binah, como mencionado acima], vem ao mundo através da união do rei com a matrona—rei significa a Sefirá Tiferet e matrona a Sefirá Malkut [Malkut sem o Vav (u) é rainha]—e o retorno da alma a Deus é simbolizado pela união da matrona com o rei. Da mesma forma, a bênção misericordiosa que Deus concede ao mundo é simbolizada pela primeira figura; e pela segunda, a espiritualização e enobrecimento do que é material e comum através do cumprimento do dever do homem.

#### Ética da cabala
Vê-se até aqui que; a ética é o objetivo mais elevado da cabala; pode-se mostrar, de fato, que a metafísica se torna subserviente a ela. Os cabalistas, é claro, consideram a questão ética como parte da questão religiosa, sua teoria da influência que caracteriza sua atitude em relação à ética, bem como à lei. O mundo terrestre está conectado com o mundo celeste, como o mundo celestial está conectado com o mundo terrestre, é uma doutrina freqüentemente recorrente no Zohar. Os cabalistas posteriores formulam este pensamento assim: 
As Sefirot transmitem o quanto recebem. Embora o mundo terrestre seja a cópia do mundo ideal celestial, este último manifesta sua atividade de acordo com o impulso que o primeiro recebeu. A conexão entre o mundo real e o mundo ideal é produzida pelo homem, cuja alma pertence ao céu, enquanto seu corpo é terreno. 
O homem conecta os dois mundos por meio de seu amor por Deus, que, como explicado acima, o une a Deus.

#### Doutrina da influência
O conhecimento da lei em seus aspectos éticos e religiosos também é um meio de influenciar as regiões mais altas; para o estudo da lei significa a união do homem com a sabedoria divina. É claro que a doutrina revelada deve ser tomada em seu verdadeiro sentido; isto é, o significado oculto da Escritura deve ser buscado. O ritual também tem um significado místico mais profundo, pois serve para preservar o universo e assegurar bênçãos para ele. Anteriormente este era o objeto dos sacrifícios rituais no Templo; mas agora o lugar deles é tomado pela oração.
A adoração devota, durante a qual a alma é tão exaltada que parece desejosa de deixar o corpo para estar unida à sua fonte, agita a alma celestial; isto é, a Sefirá Biná. Esse estímulo ocasiona um movimento secreto entre as Sefirot de todos os mundos, de modo que todos se aproximem mais ou menos de sua fonte até que a plenitude de Ein-Sof chegue à última Sefirá Malkut, quando todos os mundos se tornarem conscientes de uma influência benéfica.
Da mesma forma, assim como as boas ações do homem exercem uma influência benéfica em todos os mundos, suas ações más os prejudicam. A questão sobre o que constitui o mal e o que é bom, os cabalistas respondem da seguinte forma:

## O Mal

### Problema do mal
Ao discutir o problema do mal, uma distinção deve ser feita entre o próprio mal e o mal na natureza humana. O mal é o reverso do divino [סטרא אחרא o lado esquerdo, enquanto o bom é o lado direito—uma ideia gnóstica (ver acima). - K.]. Como o divino tem um ser verdadeiro, o mal é aquilo que não tem ser, o irreal ou o que parece, a coisa como aparece.
E aqui novamente a distinção deve ser feita, entre a coisa que parece ser, mas não é—isto é, a aparência de uma coisa que é irreal—e a aparência de uma coisa que é o que parece ser—isto é, como um ser de próprio, tendo um tipo original de existência própria. Essa aparência de aparência ou semelhança do fenômeno manifesta-se nos primórdios do finito e do multiforme, porque esses inícios incluem os limites da natureza divina; e as fronteiras do divino constituem o ímpio, o mal. Em outras palavras, o mal é o finito.
Como o finito inclui não apenas o mundo da matéria, mas, como já foi mostrado acima, também a sua ideia, os cabalistas falam dos mundos do mal Beriático, Yeẓirático e Asiyyático, pois esses mundos contêm o começo do finito.
Somente o mundo das emanações imediatas (עולם האצילות), onde o finito é concebido como sem existência e buscando a existência, está livre do mal. O mal em relação ao homem manifesta-se na medida em que ele assume a aparência de substância e tenta afastar-se da fonte divina primordial em vez de se esforçar após a união com ela.

### Queda do homem
A maioria das obras cabalísticas pós-Zoáricas combinam com essa teoria do mal uma doutrina sobre a queda do homem que se assemelha ao princípio cristão. Conectando-se com a visão antiga da excelência corporal e espiritual de Adão antes da Queda, os cabalistas posteriores afirmam que originalmente todas as almas foram combinadas em uma, formando a alma de Adão.
O homem em seu estado original, portanto, ainda era um ser geral, não dotado da individualidade empírica com a qual ele agora aparece no mundo; e junto com o homem toda a criação inferior estava em um estado espiritual glorificado. Mas o veneno da serpente entrou no homem, envenenando ele e toda a natureza, que então se tornou suscetível à influência do mal.
Então a natureza humana foi escurecida e tornada grosseira, e o homem recebeu um corpo corpóreo; ao mesmo tempo, todo o mundo Asiyyático, do qual o homem fora senhor e mestre, estava condensado e grosseiro. Os mundos Beriático e Yeẓirático também foram afetados. Influenciados pelo homem, afundaram como o mundo Asiyyático, e também se condensaram em um grau proporcionalmente superior. Por essa teoria, os cabalistas explicam a origem do mal físico e moral no mundo.
No entanto, a cabala não considera o homem como perdido depois da queda. O maior pecador, eles afirmam, pode atrair o poder celestial mais elevado pela penitência, contrariando assim o veneno da serpente que opera nele. A guerra entre o homem e o poder satânico só cessará quando o homem for novamente elevado ao centro da luz divina, e mais uma vez estiver em contato real com ele. Esta glória original e espiritualidade do homem e do mundo serão restauradas na era messiânica, quando o céu e a terra forem renovados, e até mesmo Satanás renunciará à sua maldade.
Este último ponto tem um tom algo cristão, assim como outras ideias cristãs também são encontradas na cabala, como, por exemplo, a trindade das Sefirot, e especialmente da primeira tríade. Mas, embora a cabala aceitasse vários elementos estrangeiros, os elementos cristãos reais não podem ser definitivamente apontados.
Muito do que parece cristão, na verdade, nada mais é do que o desenvolvimento lógico de certas antigas doutrinas esotéricas, que foram incorporadas ao cristianismo e contribuíram muito para o seu desenvolvimento, e que também são encontradas em obras talmúdicas e no judaísmo talmúdico.

## Opiniões sobre o valor da cabala
Ao formar uma opinião sobre a cabala, não se deve ser prejudicado pela impressão geral feita na mente moderna pelos escritos cabalísticos, especialmente a Cabala Zoaristica, muitas vezes repulsiva. Nos primeiros séculos, a cabala era encarada como uma revelação divina; os críticos modernos estão inclinados a condená-la inteiramente devido à fantástica vestimenta em que a maioria dos cabalistas veste suas doutrinas, o que dá a estas uma aparência inteiramente não-judaica.
Se a cabala fosse realmente tão antijudaica quanto alegada, sua influência sobre milhares de mentes judaicas seria um enigma psicológico que desafiaria todo o processo de raciocínio.
Enquanto a tentativa, inaugurada por Saadia, de harmonizar o judaísmo talmúdico com o aristotelismo fracassou apesar das brilhantes realizações de Maimônides e sua escola, a cabala conseguiu se fundir tão inteiramente no judaísmo talmúdico que durante meio século os dois eram quase idênticos.
Embora alguns cabalistas, como Abulafia e o pseudônimo autor de Kanah, não estivessem favoravelmente inclinados ao Talmudismo, esta exceção apenas prova a regra de que os cabalistas não estavam cônscios de qualquer oposição ao Judaísmo Talmúdico, como está suficientemente claro do fato que homens como Naḥmanides, Salomão ibn Adret, José Q'ro, Moisés Isserles e Eliá bn Salomão de Vilnius não eram apenas defensores da cabala, mas até contribuíram largamente para o seu desenvolvimento.

### A Cabala e o Talmude
Como esses homens eram os verdadeiros representantes do verdadeiro judaísmo talmúdico, deve ter havido algo na cabala que os atraísse. Não pode ter sido sua metafísica; pois o judaísmo talmúdico não estava muito interessado em tais especulações.
Deve ser, então, que a psicologia da cabala, em que uma posição muito alta é atribuída ao homem, apelou para a mente judaica. Enquanto Maimônides e seus seguidores consideravam a especulação filosófica como o mais alto dever do homem, e até faziam da imortalidade da alma dependente dela; ou, falando mais corretamente, enquanto a imortalidade significou para eles apenas o mais alto desenvolvimento do intelecto ativo (שבל הפועל) no homem, ao qual poucos alcançaram, os cabalistas ensinaram não apenas que todo homem pode esperar muito no mundo futuro, de acordo com suas ações boas e piedosas, mas até mesmo que ele é o fator mais importante na natureza neste mundo.
Não a inteligência do homem, mas sua natureza moral, determina o que ele é. Nem ele é meramente um raio na roda, um fragmento pequeno e sem importância do universo, mas o centro em torno do qual tudo se move. Aqui a cabala judaica, em contraste com a filosofia alienígena (estrangeira), tentou apresentar a verdadeira visão judaica da vida e uma que apelou para o judaísmo talmúdico.

### A cabala e a filosofia
O judeu, assim como o homem, foi reconhecido na cabala. Não obstante a coloração fortemente panteísta de sua metafísica, a cabala nunca tentou menosprezar a importância do judaísmo histórico, mas, ao contrário, enfatizou-o. Como a escola de Maimônides, os cabalistas também interpretaram as Escrituras alegoricamente; ainda existe uma diferença essencial entre os dois.
Abraão e a maioria dos Patriarcas são, para ambos, os símbolos de certas virtudes, mas com essa diferença; ou seja, que a cabala considerava a vida dos Patriarcas, repleta de ações boas e piedosas, como encarnações de certas virtudes—por exemplo, a vida de Abraão como encarnação do amor—enquanto a filosofia alegórica buscava ideias exclusivamente abstratas nas narrativas das Escrituras.
Se os talmudistas olhassem com horror as alegorias da escola filosófica, as quais, se executa logicamente—e sempre houve pensadores lógicos entre os judeus—privariam o judaísmo de todas as bases históricas, não se opuseram à interpretação cabalística das Escrituras, que aqui também identificou a idealidade com a realidade.
O mesmo vale para a lei. Os cabalistas foram reprovados por levar ao extremo a alegorização da parte ritual da lei. Mas a grande importância da cabala para o judaísmo rabínico está no fato de impedir que ela se fossilize. Foi a cabala que elevou a oração à posição que ocupou durante séculos entre os judeus, como um meio de transcender os assuntos terrenos por um tempo e de sentir-se em união com Deus.
E a cabala conseguiu isso num período em que a oração estava gradativamente se tornando um exercício religioso meramente externo, um serviço dos lábios e não do coração. E assim como a oração foi enobrecida pela influência da cabala, a maioria das ações rituais deixou de lado seu formalismo, tornou-se espiritualizada e purificada. A cabala prestou assim dois grandes serviços ao desenvolvimento do judaísmo: reprimiu tanto o aristotelismo quanto o formalismo talmúdico.

## Influências nocivas
Estas influências benéficas da cabala são, no entanto, contrabalançadas por várias das mais perniciosas. Do axioma metafísico, de que não há nada no mundo sem vida espiritual, os cabalistas desenvolveram uma magia judaica. Eles ensinaram que os elementos são a morada dos seres que são os resíduos remanescentes da vida espiritual mais baixa e que são divididos em quatro classes; ou seja, seres elementares de fogo, ar, água e terra; os dois primeiros são invisíveis, enquanto os dois últimos podem ser facilmente percebidos pelos sentidos.
Enquanto estes últimos são geralmente malucos maliciosos que vexam e zombam do homem, os primeiros são bem dispostos e prestativos. A demonologia, portanto, ocupa uma posição importante nas obras de muitos cabalistas; pois os diabinhos estão relacionados àqueles seres que são geralmente designados como demônios (שדים), sendo dotados de vários poderes sobrenaturais e com insight sobre os reinos ocultos da natureza inferior, e mesmo ocasionalmente no futuro e no mundo espiritual mais elevado. Magia (מעשה שרים) pode ser praticada com a ajuda desses seres, os cabalistas significam magia branca em contraste com  מעשה כישוף (a arte negra).
A magia natural depende em grande parte do próprio homem; pois, de acordo com a cabala, todos os homens são dotados de discernimento e poderes mágicos que podem desenvolver. Os meios especialmente mencionados são: Kawwanah (כונה) = meditação intensa, a fim de atrair a influência espiritual mais elevada; uma vontade forte dirigida exclusivamente ao seu objeto; e uma imaginação vívida, para que as impressões do mundo espiritual entrem profundamente na alma e sejam retidas ali. A partir desses princípios, muitos cabalistas desenvolveram suas teorias sobre o lançamento de lotes, Necromancia, Exorcismo, muitas outras superstições. A Bibliomancia; o misticismo de números e letras foram desenvolvidos em sistemas completos.

## Superstição cabalística
A concepção metafísica da identidade do real com o ideal deu origem à concepção mística de que tudo o que nossos sentidos observam tem um significado místico; que os fenômenos podem instruir o homem quanto ao que acontece na ideia divina ou no intelecto humano. Daí a doutrina cabalística do alfabeto celeste, cujos signos são as constelações e as estrelas. Assim, a astrologia foi legitimada, e a bibliomancia encontrou sua justificativa na suposição de que as letras hebraicas sagradas não são meramente sinais de coisas, mas implementos de poderes divinos por meio dos quais a natureza pode ser subjugada.
É fácil ver que todas essas visões foram mais perniciosas em sua influência sobre o intelecto e a alma do judeu. Mas é igualmente verdade que essas coisas não se originaram na cabala, mas gravitaram em direção a ela.
Em uma palavra, suas obras representam aquele movimento no judaísmo que tentou judaizar todos os elementos estrangeiros nele, um processo pelo qual visões saudáveis e anormais foram introduzidas juntas.

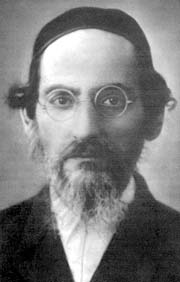
Yehuda Ashlag o Baal HaSulam

## Cabala e a modernidade
Hora de agir
Por muito tempo agora, minha consciência me sobrecarregou com uma demanda para sair e criar uma composição fundamental em relação à essência do judaísmo, religião e sabedoria da cabala, e espalhá-la entre a nação, para que as pessoas venham a conhecer e compreender corretamente essas questões exaltadas em seu verdadeiro significado.
Anteriormente em Israel, antes do desenvolvimento da indústria gráfica, não havia livros falaciosos entre nós relacionados à essência do judaísmo, já que quase não havia escritores que não pudessem ficar atrás de suas palavras, pela simples razão de que na maioria dos casos, uma pessoa irresponsável não era famosa.
Portanto, se, por acaso, alguém ousasse escrever tal composição, nenhum copista a copiaria, pois ele não seria pago por seu trabalho, o que, em sua maior parte, era bastante considerável. Assim, tal composição estava condenada desde o início a ser perdida.
Naqueles dias, pessoas conhecedoras também não tinham interesse em escrever tais livros, uma vez que a população não precisava desse conhecimento. Muito pelo contrário, eles tinham interesse em escondê-lo em câmaras secretas pela razão de que "é a glória de Deus para esconder uma coisa." Fomos ordenados a esconder a essência da Torá e o trabalho daqueles que não precisavam isso, ou eram indignos disso, e não degradá-lo, exibindo-o em vitrines para os olhos cobiçosos da ostentação, porque assim a glória de Deus exige.
Mas desde que a impressão de livros se tornou popular e os escritores não precisam mais de escribas, o preço dos livros foi reduzido. Isso abriu o caminho para que escritores irresponsáveis publiquem os livros que quiserem, por dinheiro ou por glória. Mas eles não levam em conta suas próprias ações e não examinam as conseqüências de seu trabalho.
A partir daí, publicações do tipo acima mencionado aumentaram significativamente, sem qualquer aprendizado ou recepção boca-a-boca de um Rav qualificado, e mesmo sem o conhecimento de livros anteriores que trataram desse tópico. Tais escritores fabricam teorias de suas próprias conchas vazias, e relacionam suas palavras aos assuntos mais exaltados, para assim retratar a essência da nação e seu fabuloso tesouro. Como tolos, eles não sabem como ser escrupulosos, nem têm como aprendê-lo. Eles incutem pontos de vista defeituosos às gerações e, em troca de suas mesquinhas luxúrias, eles pecam e fazem as nações pecarem pelas gerações vindouras.
Recentemente, seu fedor subiu porque mergulharam suas unhas na sabedoria da cabala, não se importando que essa sabedoria tenha sido trancada e acorrentada atrás de mil portas até hoje, para que ninguém possa entender o verdadeiro significado de uma só palavra disso, muito menos a conexão entre uma palavra e a próxima.
Isso porque, em todos os livros genuínos que foram escritos até hoje, existem apenas pistas que mal bastam para um discípulo conhecedor compreender seu verdadeiro significado, da boca de um sábio cabalista sábio e qualificado. E lá também, “a serpente das flechas faz seu ninho, e jaz, e choca, e choca sob sua sombra”. Hoje em dia, tais conspiradores se multiplicam, que fazem tais delícias que enojam aqueles que os contemplam.
Alguns até chegam ao ponto de presumir e assumir o lugar dos líderes da geração, e fingem conhecer a diferença entre os livros antigos e dizer qual deles é digno de estudo e o que não é, já que é cheios de falácias, e eles despertam desprezo e ira. Até hoje, o trabalho de escrutínio tinha sido limitado a um em cada dez líderes de uma geração; e agora os ignorantes abusam disso.
Portanto, a percepção desses assuntos pelo público tem sido muito corrompida. Além disso, há uma atmosfera de frivolidade e as pessoas acham que um olhar sobre o lazer é suficiente para o estudo de tais assuntos exaltados. Eles deslizam sobre o oceano de sabedoria e a essência do judaísmo em um relance, como aquele anjo, e tiram conclusões com base em seu próprio humor.

Estas são as razões que me levaram a sair do meu caminho e decidir que é hora de “fazer pelo Senhor” e salvar o que ainda pode ser salvo. Assim, assumi a responsabilidade de revelar parte da verdadeira essência, que se relaciona com o assunto acima, e difundi-lo entre a nação.
Yehuda Ashlag (1884 - 1954), conhecido como dono da escada (Baal HaSulam) título esse recebido devido a tradução comentada do livro do Zohar para o Hebraico. Além dessa interpretação, ele também escreveu o Talmud Eser Sefirot (Uma compilação dos escritos do ARI comentados tópico por tópico e palavra por palavra), O Portão das Intensões (o livro do ARI comentado), Shamati (que na verdade é um caderno de anotações das suas palavras, anotadas por seu filho Rabash), diversos outros escritos incluindo artigos, cartas e prefácios e introduções (inclusos: Introdução ao Livro do Zohar e Prefácio ao Livro do Zohar) e Ággadá de Pascoa.
Baal HaSulam enfatizou a importância de doar. Na sua opinião, a reparação da quebra dos vasos será feita quando cada pessoa consuma apenas o que ele precisa e dê aos outros o máximo que puder, no perfeito cumprimento da vontade divina. Todas as falhas na sociedade humana (por exemplo, as lacunas entre os ricos e os pobres; as guerras) são os resultados do egoísmo e o desejo de receber, o que afasta a alma do homem de seu criador.
Ele apontou a necessidade do homem de subir na escadas espirituais e alcançar em sua totalidade o conceito de amor de amigo que inclui toda a abundância e a bondade. A ascensão e a aderência espiritual também são acompanhadas pelo progresso social físico que se manifestará em uma estrutura social abrangente, um mundo de unidade e fraternidade.
Seus artigos e livros se tornam referências em cabala para o judeu. Cada recibo é percebido como um modelo para o progresso. Baal HaSulam é tido até o momento como sendo o último cabalista, cujas escolas de cabala revelada (Kabbalah La'am - Recepção para o Povo) à sua maneira refletem seu método.

### Usada para a redação do texto do artigo
- A. Adler, in Nowack, Jahrbücher der Philosophie, 1846-47;
- Bernfeld, Da'at Elohim, pp. 335–399;
- Sam. A. Binion, The Kabbalah, in Library of the World's Best Literature, ed. C. D. Warner, pp. 8425–8442;
- Bloch, Die jüdische Mystik und Kabbala, in Winter and Wünsche, Jüdische Literatur, iii., also separately;
- Buddeus, Introductio ad Historiam Philosophiœ Hebrœorum, Halle, 1702, 1721;
- Ehrenpreis, Entwickelung der Emanationslehre, Frankfort-on-the-Main, 1895;
- A. Epstein, Leḳorot ha-Ḳabbalah ha-Ashkenazit, in Ha-Ḥoker, ii. 1-11, 38-48;
- A. Franck, La Kabbale, Paris, 1843; 2d ed. ib. 1889;
- German transl. by Ad. Gelinek (= Jellinek), Leipsic, 1844;
- Freystadt, Philosophia Cabbalistica, Königsberg, 1832;
- idem, Kabbalismus und Pantheismus, ib.;
- Ginsburg, The Ḳabbalah, London, 1865;
- Grätz, Gesch. der Juden, vii.; compare also the notes by Harkavy to the Hebrew transl. of Grätz in vol. v.;
- Hamburger, Die, Hohe Bedeutung . . . der Kabbalah, 1844;
- Jellinek, Beiträge zur Gesch. der Kabbala, 2 vols., Leipsic, 1852;
- idem, Auswahl Kabbalistischer Mystik. ib. 1853;
- idem, Philosophie und Kabbala, ib. 1854;
- D. H. Joël, Midrash ha-Zohar, die Religionsphilosphie des Zohar, ib. 1849;
- Jost, Gesch. des Judenthums und Seiner Sekten, ii., iii., see Index;
- Kleuker, Ueber die Natur . . . der Emanationslehre bei den Kabbalisten, Riga, 1786;
- Karppe, Etude sur les Origines . . . du Zohar, Paris, 1901;
- Hamburger, R. B. T. s.v. Geheimlehre, Kabbala, and Mystik;
- Flügel, Philosophie, Qabbala, und Vedanta, Baltimore, 1902;
- Kiesewetter, Der Occultismus der Hebräer, in Der Occultismus des Alterthums, Leipsic, no date;
- Landauer, in Orient Lit. vi., vii., several articles of great value as pioneer work;
- Eliphaz Levi (pseudonym for L'abbé A. L. Constant), La Clef des Grands Mysteres, Paris, 1861; idem, Le Livre des Splendeurs, ib. 1894;
- S. D. Luzzatto, Wikkuah 'al Ḥokmat ha-Ḳabbalah, Göritz, 1852;
- I. Misses, Ẓofnat Pa'aneaḥ (Germah), 2 vols., Cracow, 1862-63;
- Molitor, Philosophie der Gesch. oder über die Tradition, 4 vols., Frankfort and Münster, 1827-53;
- Isaac Myer, Qabbalah, Philadelphia, 1888;
- Steinschneider, Ḳabbalah, in Jewish Literature, xiii.;
- Rosner, Yad Binyamin, Vienna, 1882;
- Tedeschi, La Cabbala, Triest, 1900;
- Zunz, G. V. 2d ed., pp. 415 et seq.;
- Rubin, Heidentum, und Kabbala, in Hebrew, Vienna, 1888; in German, ib. 1893; idem, Kabbala und Agada, Vienna, 1895;
- Stöckl, Gesch. der Philosophie, des Mittelalters, ii. 232-251, Mayence, 1865, with an account of the influence of the Cabala on the Reformation;
- Tennemann, Gesch. der Philosophic, ix. 167-185, Leipsic, 1814.